# Invernadero

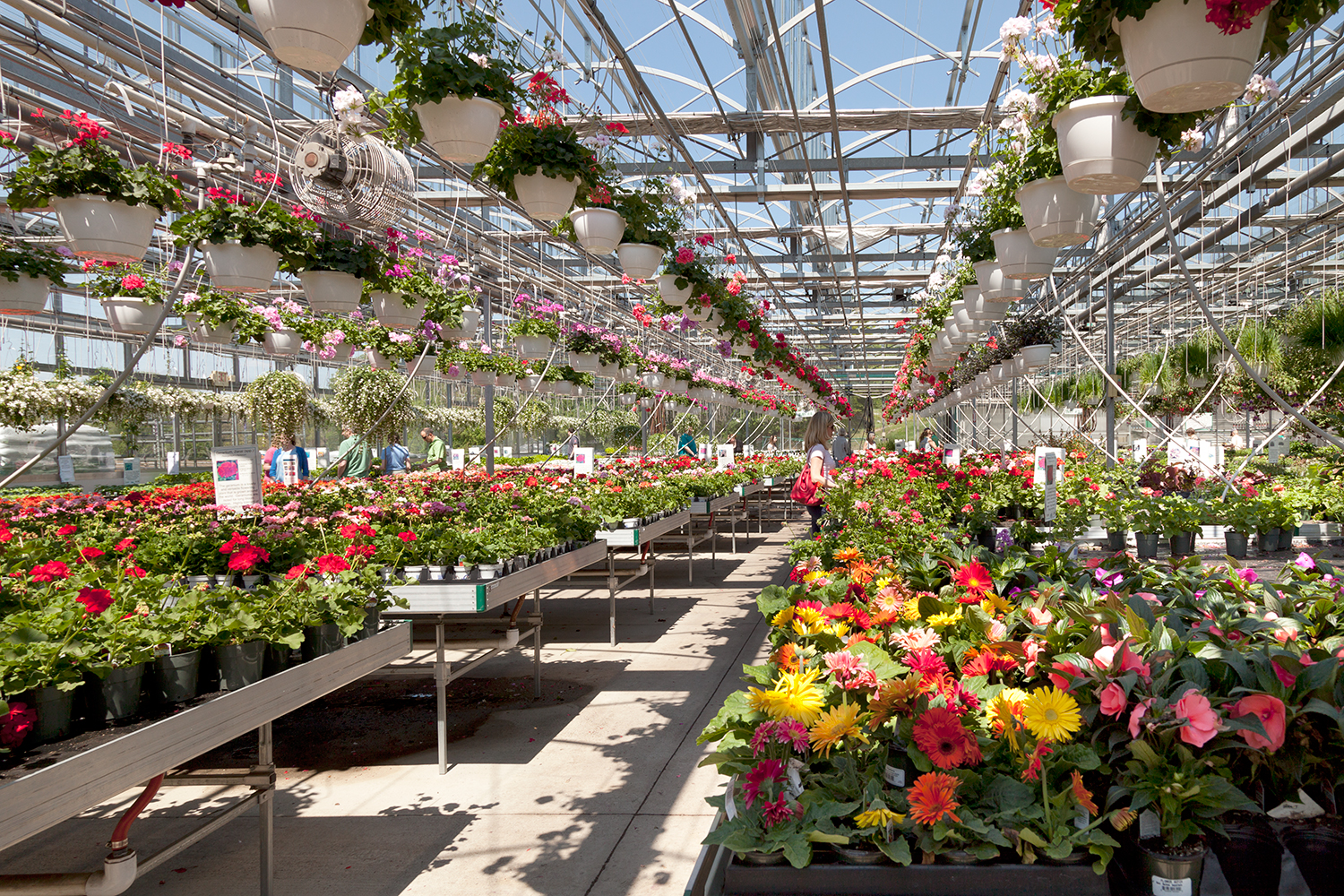
Un invernadero en Massachusetts.

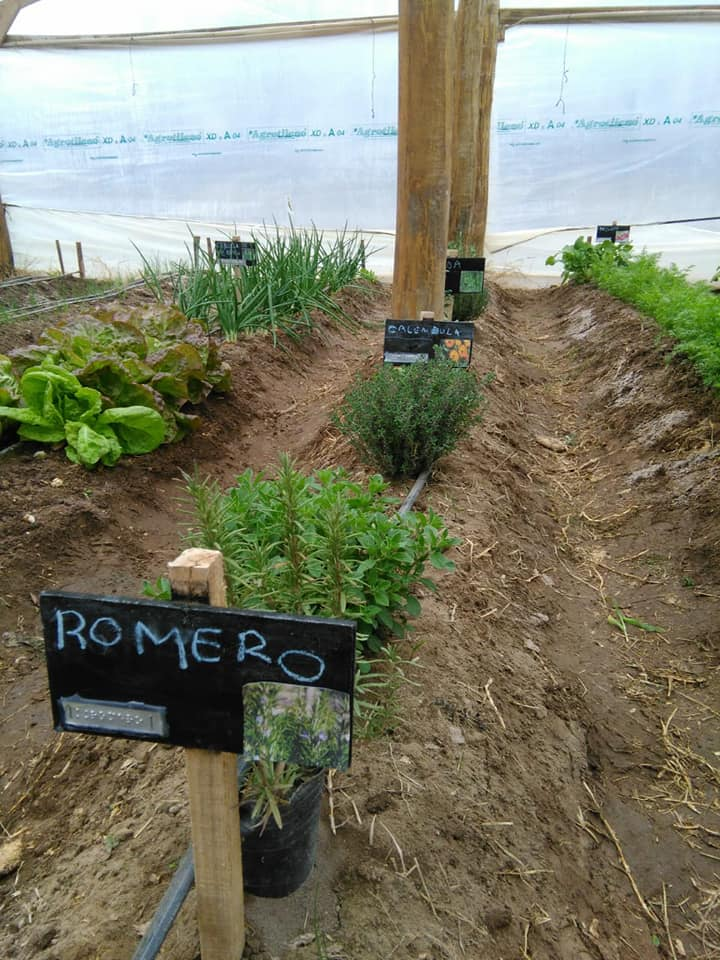
invernadero de aromáticas

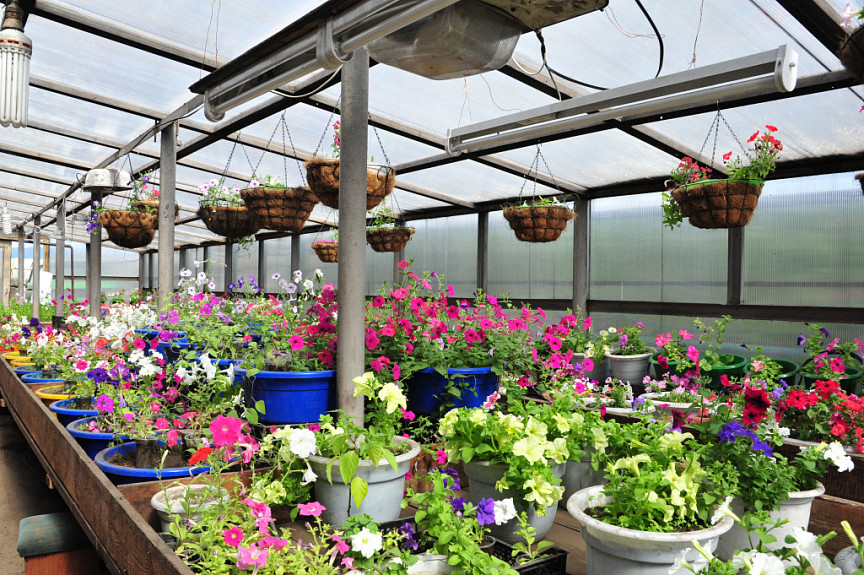
Flores en un invernadero

Un invernadero, estufa fría o invernáculo es un lugar abierto y accesible a pie que se destina al cultivo de vegetales y plantas , tanto decorativas como hortícolas, para protegerlas del exceso de frío en ciertas épocas del mes. Habitualmente está dotado de una cubierta exterior translúcida de vidrio o de plástico, que permite el control de la temperatura, la humedad y otros factores ambientales, que se utiliza para favorecer el desarrollo de las plantas.

## Características
El invernadero aprovecha el efecto producido por la radiación solar que, al atravesar un vidrio o un plástico traslúcido, calienta el ambiente y los objetos que hay dentro; estos, a su vez, emiten radiación infrarroja, con una longitud de onda mayor que la solar, por lo cual no pueden atravesar los vidrios a su regreso, y quedan atrapados y producen el calentamiento del ambiente. Las emisiones del Sol hacia la Tierra son de onda corta, mientras que de la Tierra al exterior son de onda larga. La radiación visible puede traspasar el vidrio, mientras que una parte de la infrarroja no lo puede hacer.
El cristal o plástico trabajan como medio selectivo de la transmisión para diversas frecuencias espectrales, y su efecto consiste en atrapar energía en el invernadero, que calienta el ambiente interior. También sirve para evitar la pérdida de calor por convección. Esto puede demostrarse abriendo una ventana pequeña cerca de la azotea de un invernadero: la temperatura cae considerablemente. Este principio es la base del sistema de enfriamiento automático (autoventilación).

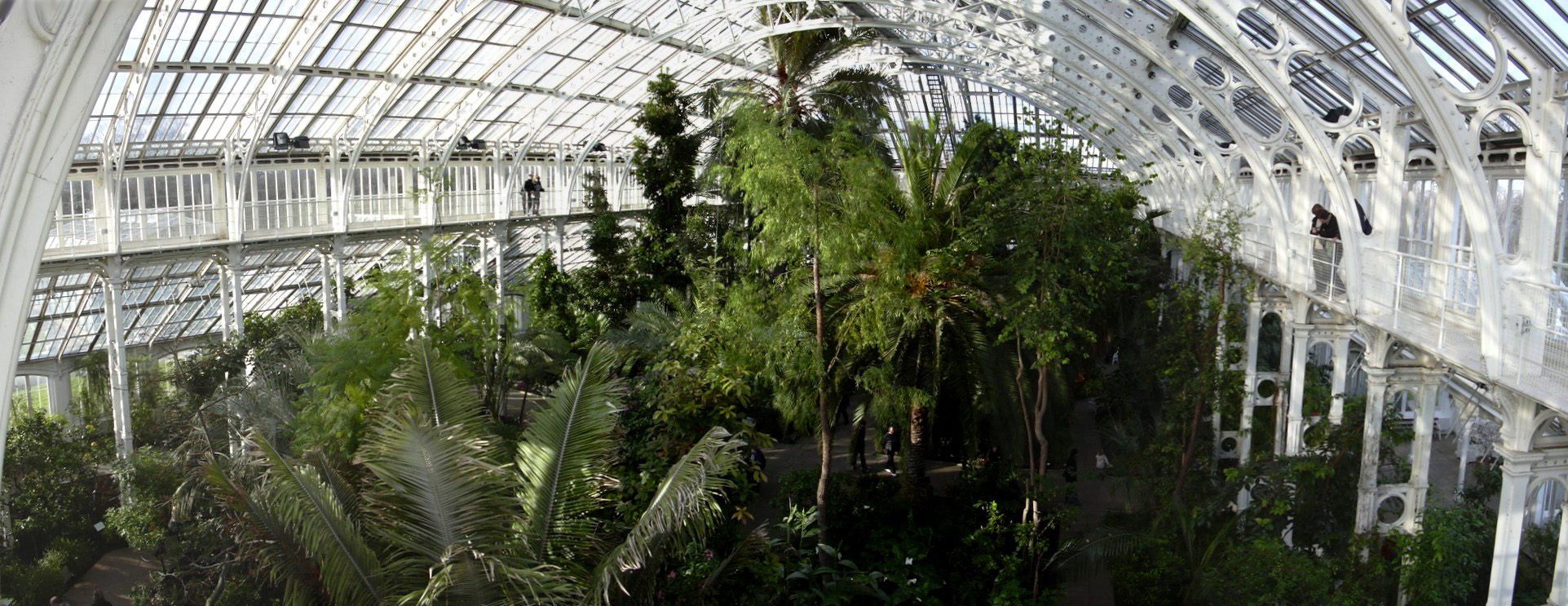
Vista panorámica del interior de un invernadero en los Kew Gardens, Londres.

En ausencia de un recubrimiento, el calor absorbido se eliminaría por corrientes convectivas y por la emisión de radiación infrarroja (longitud de onda mayor que la luz visible). La presencia de los cristales o plásticos impide el transporte del calor acumulado hacia el exterior por convección y obstruye la salida de una parte de la radiación infrarroja. El efecto neto es la acumulación de calor y el aumento de la temperatura del recinto. (Ver, en invernadero solar (técnica), una discusión más detallada sobre un invernadero solar.)
Los vidrios tienen muy poca resistencia al paso del calor por transmisión (de hecho, para el acristalamiento sencillo, el coeficiente de transmisión térmica se considera nulo y solo se tiene en cuenta la suma de las resistencias superficiales), de modo que, contra lo que algunos creen, al tener dos temperaturas distintas a cada lado, hay notables pérdidas por transmisión (el vidrio tiene una transmitancia de U = 6,4 W/m²·K, aún mayor si está en posición inclinada respecto a la vertical). El resultado es que, a mayor temperatura, menor será el efecto de retención del calor, es decir, al aumentar la temperatura aumentarán las pérdidas y disminuirá el rendimiento del sistema.

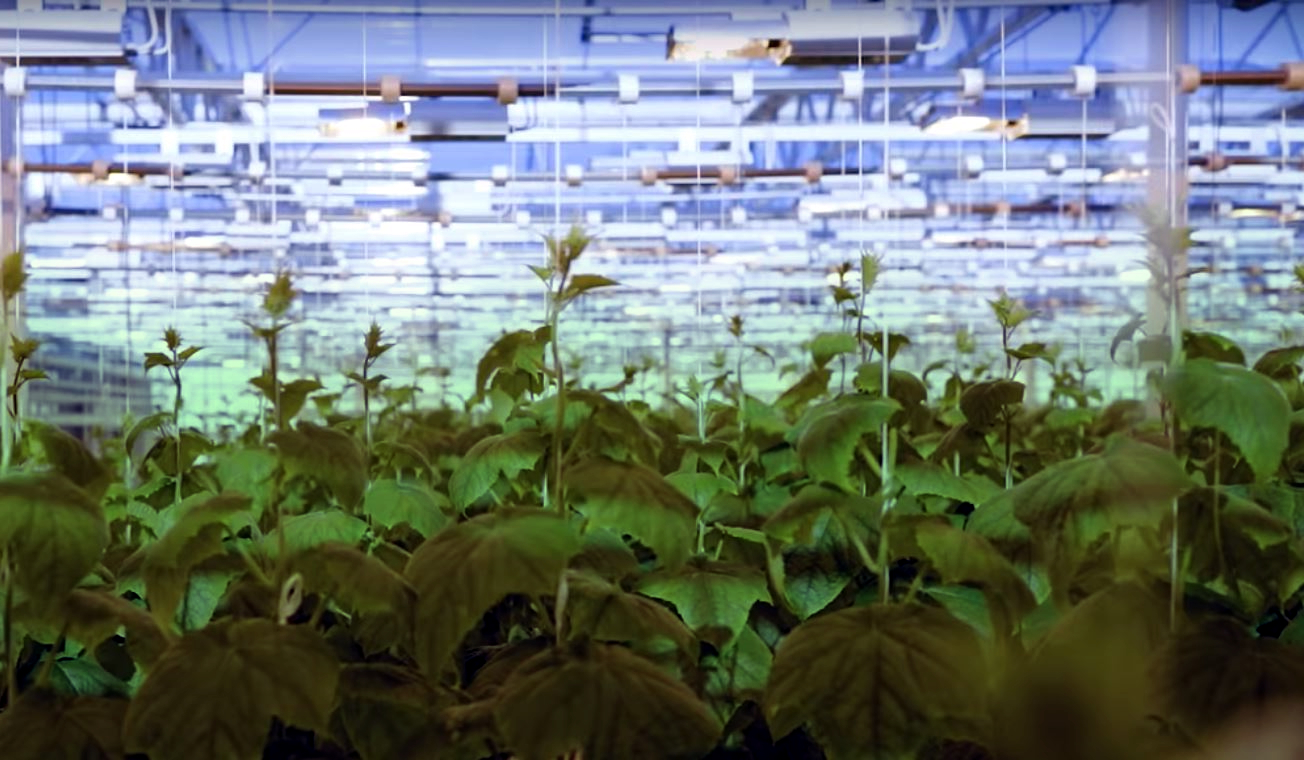
Luces térmicas en un invernadero en Närpes, Finlandia.

Un ejemplo de este efecto es el aumento de temperatura en el interior de los coches cuando están al sol. Basta una chapa metálica (los sombrajos habituales de los estacionamientos, sin ningún tipo de aislamiento térmico) que dé sombra, impidiendo el paso del sol por el vidrio, para que no se calienten tanto.
Desde la antigüedad se ha aprovechado este efecto en la construcción, no solo en jardinería. Las ventanas de las casas en países fríos son más grandes que las de los cálidos, y están situadas en los haces exteriores, para que el espesor del muro no produzca sombra. Los miradores acristalados son otro medio de ayudar al calentamiento de los locales.
Actualmente se desarrolla esta práctica para el cultivo de hortalizas, tanto de hojas verdes (acelga, apio, espinaca, lechuga, perejil) como brasicáceas (brócoli, coliflor, nabo y rábano). De esta manera, al protegerlos de ciertas variaciones del clima, se logra una mejor cosecha. En estos casos, se incluyen sistemas de control automático de humedad y temperatura, para proporcionar sistemas automáticos de riegos y ventilación.

## Historia
La primera descripción de un invernadero con calefacción está en el Sanga Yorok,un tratado sobre agricultura compilado por un médico real de la dinastía Joseon de Corea durante la década de 1450, en su capítulo sobre el cultivo de vegetales durante el invierno. El tratado recoge instrucciones detalladas sobre la construcción de un invernadero capaz de cultivar vegetales, forzar la floración y madurar frutas dentro de un ambiente calentado artificialmente,utilizando el ondol, el sistema tradicional coreano de calefacción por suelo radiante, para mantener el calor y la humedad; paredes de mazorca para retener el calor; y ventanas hanji aceitadas semitransparentes para permitir la penetración de la luz para el crecimiento de las plantas y brindar protección contra el ambiente exterior. Los Anales de la dinastía Joseon confirman que se construyeron edificaciones similares a invernaderos que incorporaron ondol para proporcionar calor a los mandarinos durante el invierno de 1438.
Los primeros invernaderos de horticultura neerlandeses se construyeron alrededor de 1850, para el cultivo de uvas. Se descubrió que el cultivo en invernaderos con calefacción y con el más alto nivel de cristal incrementaba el rendimiento. Las plantas crecían más rápidamente cuando se les daba más luz y cuando el entorno cálido era constante. Esto significa que, si no hubiera invernaderos, en los Países Bajos no se podrían explotar plantaciones que únicamente se cultivaban originalmente en países cálidos.
En Westland se enarenaron las tierras morrénicas arenosas áridas. La arena se llevó a las turberas y arcillas mojadas y, por lo tanto, se creó un buen subsuelo para la horticultura. Finalmente, se creó la mayor concentración de horticultura e invernaderos de todo el mundo, en Westland. Esto fue por la influencia moderadora del agua circundante, la gran cantidad de luz solar cerca de la costa, la cercanía de grandes concentraciones de habitantes y las innovaciones del sector de construcción de invernaderos.
Las tormentas de 1973 y 1972 fueron la razón para llevar a cabo investigaciones científicas técnicas y sistemáticas en la construcción de los invernaderos. Conjuntamente con pioneros de la industria y comercio, se redactó la primera normativa para la construcción de invernaderos neerlandesa, NEN 3859. Desde entonces, se han hecho muchas más investigaciones que han generado modelos matemáticos (por ejemplo, la construcción de invernaderos Casta), con el que los requisitos en cuanto a la calidad se traducen en un diseño arquitectónico. Estos modelos matemáticos se modificaron y se ajustaron de manera continua, y son una de las razones por la que los invernaderos neerlandeses tienen tan buena reputación.
La idea de cultivar plantas en áreas ambientalmente controladas existe desde la época romana. El emperador Tiberio,  según la descripción de Plinio el Viejo. comía diariamente una hortaliza parecida al pepino. Sus jardineros utilizaban métodos artificiales (similares al sistema de invernadero) de cultivo para tenerla disponible en su mesa todos los días del año. Los pepinos se plantaban en carros con ruedas que se ponían al sol todos los días y luego se llevaban adentro para mantenerlos calientes por la noche. Los pepinos se almacenaban bajo marcos o en casas para pepinos vidriadas tanto con tela aceitada conocida como specularia como con láminas de selenita (también conocida como lapis specularis),
El antiguo autor agrícola romano Lucius Iunius Moderatus Columella da la primera referencia al cultivo de plantas en tinas, su hibernación en edificios especialmente construidos y el cultivo temporal bajo vidrio en su obra De re rustica, volumen 11, capítulo 3/52:

Si vale la pena el esfuerzo, las embarcaciones más grandes se pueden colocar sobre ruedas para sacarlas y volverlas a meter con menos esfuerzo. Pero también deben cubrirse con paneles de vidrio para que puedan colocarse al sol sin peligro incluso en los días fríos.
Falls es der Mühe wert ist, kann man größere Gefäße auf Räder stellen, um sie mit geringerer Anstrengung hinaus zu befördern und ins Haus zurückzubringen. Aber auch Glasscheiben soll man über sie decken, damit sie selbst bei Kälte an heiteren Tagen ohne Gefahr in die Sonne gestellt werden können.
Columella

## Edad Moderna

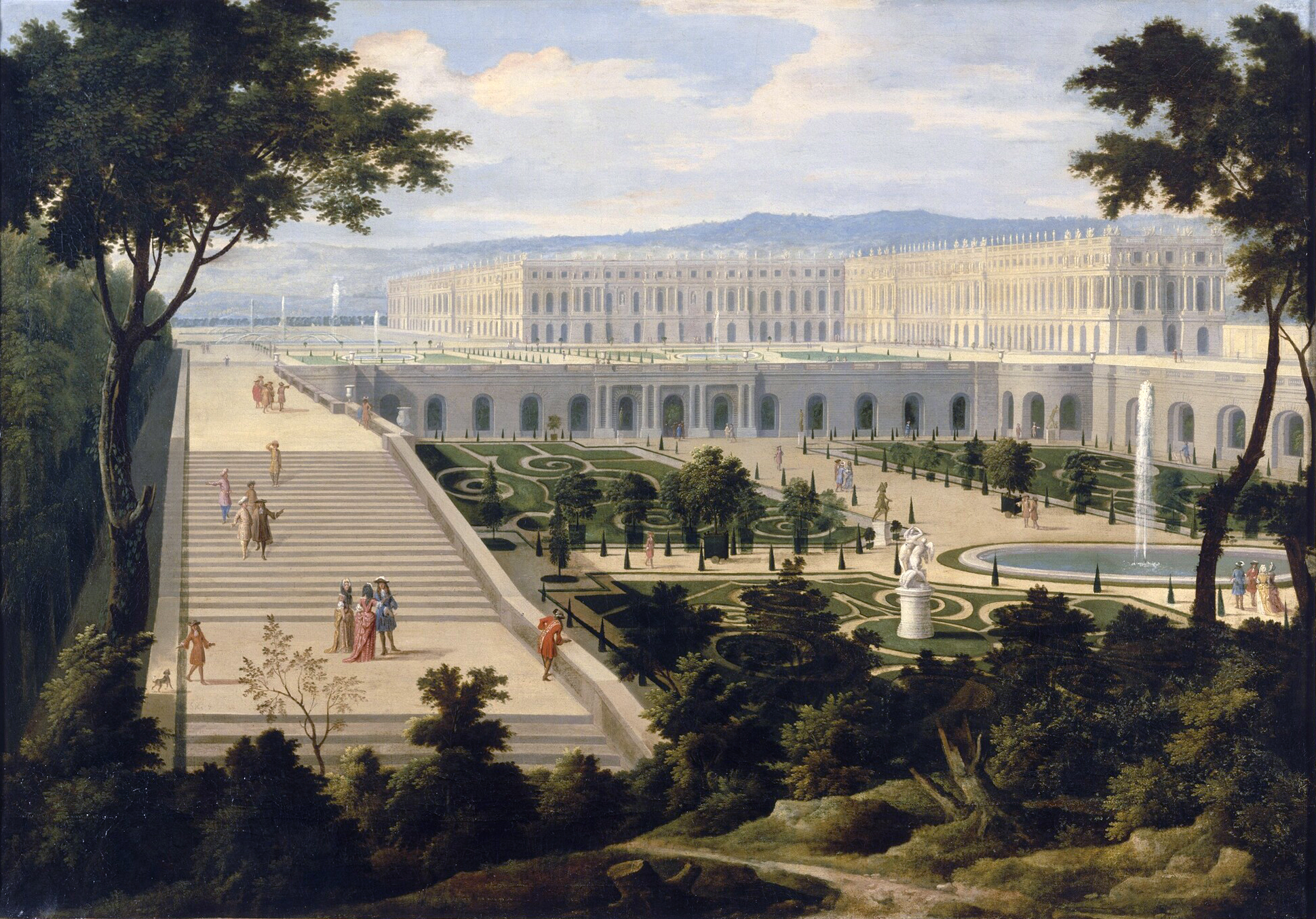
Orangerie del Palacio de Versalles, obra de Étienne Allegrain (Collections du château du Versailles), ca. 1695

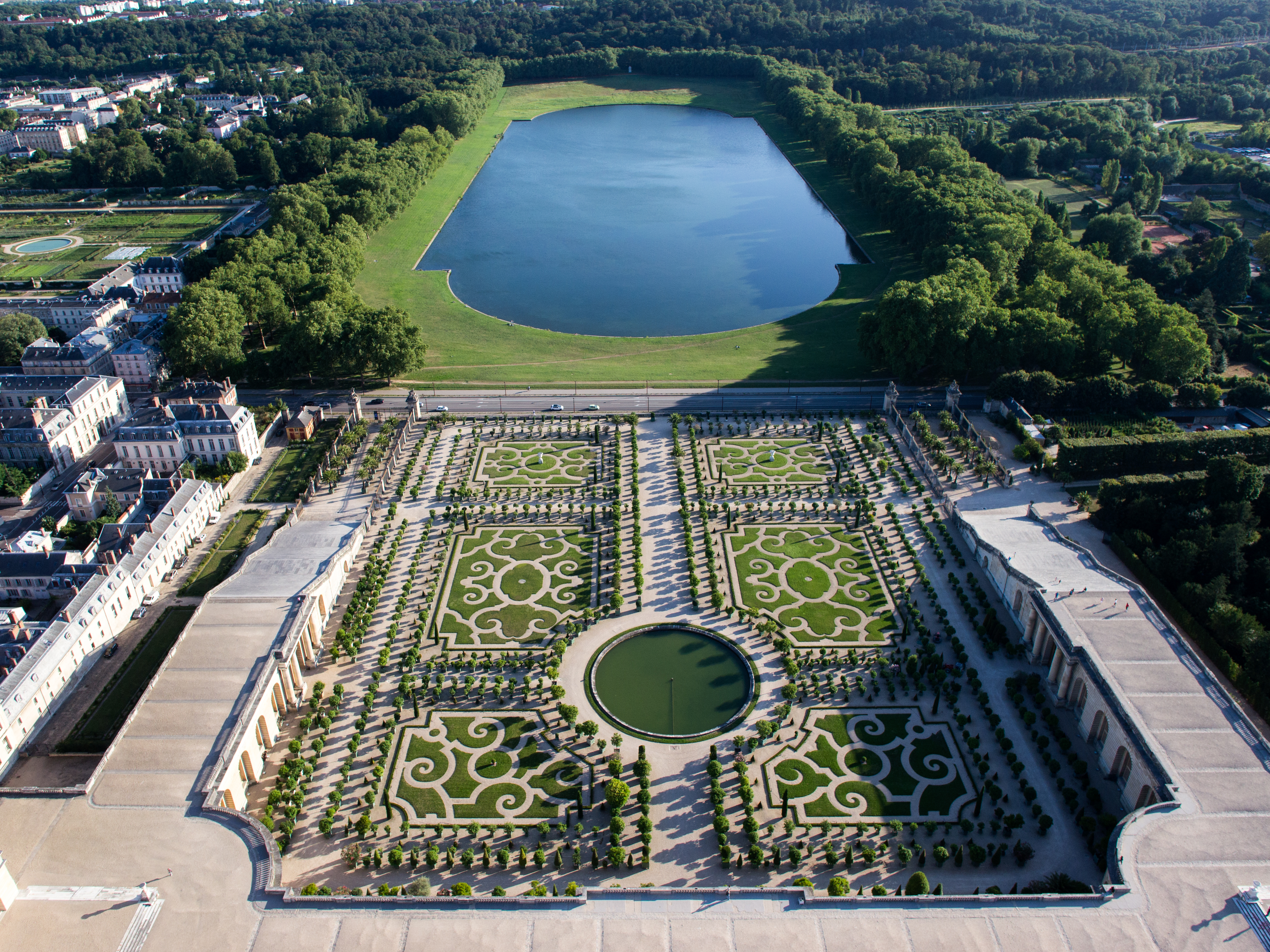
Vista aéras de la Orangerie del Palacio de Versalles (1684-1688)

A partir del siglo XVI, el gusto por los frutos cítricos hizo que en las principales cortes principescas europeas surgieron colecciones de naranjos, naranjos amargos y otros árboles de cítricos. Al principio, para protegerlos de la intemperie se erigían edificaciones temporales de madera sobre las plantas cada invierno, pero a partir de alrededor de 1600, las plantas comenzaron a cuidarse en macetas que se trasladaban a edificios cubiertos, muchas veces con amplias arcadas bien orientadas. Fue en Italia, país en el que apareció la moda en los jardines renacentistas de las villas de recreo, donde primero se fueron acristalando —a medida que la tecnología de la fabricación del vidrio permitía fabricar grandes superficies de cristal transparente— esas arcadas bajo las cuales se plantaban los cítricos, que quedaban así protegidos del frío del invierno. Curiosamente, allí se les llamaba limonaia, pero en el resto de Europa fue el término orangerie el que se volvió común.
Una de las orangeries más imponentes fue construida por Jules Hardouin-Mansart entre 1684 y 1686, para el jardinero real André Le Nôtre en el Versalles, a quien también se atribuye la utilización de vagones de transporte de cangilones para sacarlos en la primavera-verano y refugiarlos en otoño-invierno. 
En el contexto de la expansión europea, se desarrolló la moda de coleccionar plantas ornamentales y útiles que se percibían como exóticas, procedentes especialmente de Asia, América y Australia. El principal impulso para el desarrollo del invernadero provino del cultivo de la piña en Europa. La piña fue una fruta que fascinó particularmente a los europeos por su forma, olor y sabor inusuales. Aunque la piña se había difundido muy rápidamente en las zonas tropicales de todo el mundo tras su descubrimiento por Cristóbal Colón, el transporte de la fruta a Europa era casi imposible durante la época de la navegación a vela.
Los brotes de plantas de piña se habían cultivado en los invernaderos de jardines botánicos como el Hortus Botanicus Leiden desde mediados del siglo XVII y se habían difundido con tanto éxito que fueron plantas del jardín botánico de Leiden las que permitieron el cultivo de piña en Sudáfrica. Sin embargo, en comparación con la propagación vegetativa de estas plantas, nutrir un retoño para que diera frutos hasta la madurez era un desafío mucho mayor para el cultivo en invernadero. Esto requería una temperatura constantemente alta del suelo y del aire —y hasta 1714 no se dispuso de termómetros confiables para medir la temperatura ambiente—, así como muy buenas condiciones de iluminación. En el siglo XVII, los Países Bajos eran considerados el país líder en horticultura y, en consecuencia, allí se lograron los primeros éxitos europeos en el cultivo de la piña. Inicialmente, el factor decisivo fue el desarrollo de invernaderos apropiados. El primer invernadero en el que teóricamente fue posible el cultivo de piñas debido a las condiciones de luz y a la temperatura del suelo que se podía alcanzar se construyó en 1682 en el Hortus Botanicus Amsterdam. Tres lados de la pequeña casa estaban acristalados, el piso se calentaba desde abajo con estufas de turba y otras tuberías calentaban el aire en el invernadero. Inspirado por los éxitos en los Países Bajos, el cultivo de esta fruta tropical se puso de moda, especialmente en Inglaterra en los siglos XVIII y XIX. Las piñas, de difícil transporte en la época y por lo tanto escasas, se producían como símbolo de estatus y de prestigio de los grupos sociales adinerados en pequeños invernaderos (pinery) o en pozos cubiertos con ventanas de vidrio (pineapple pit). A pesar del alto costo de construcción y operación de tales invernaderos, ya estaban muy extendidos en Inglaterra alrededor de 1725, y en 1770 formaban parte del equipamiento estándar de los jardines y parques aristocráticos. El cultivo de piñas en invernadero también se adoptó como símbolo de estatus en otros países y, por lo tanto, aseguró la difusión de las técnicas correspondientes en toda Europa. Luis XV hizo construir un invernadero tropical para 800 plantas de piña en 1738. Aquí, también, los imitadores se encontraron rápidamente: el lujo desbordante fue demostrado por aquellos que, como el duque de Bouillon, cultivaban 4000 plantas y tenían varias piñas servidas en su mesa todos los días.
El invernadero en miniatura desarrollado por Nathaniel Ward en la década de 1830 hizo posible que los llamados cazadores de plantas, que querían importar plantas exóticas de África, América y Asia, transportaran plantas sensibles a Europa. Para preservar esas plantas tropicales bajo las condiciones climáticas europeas, fue necesario un mayor desarrollo de los invernaderos. A fines del siglo XVIII, los invernaderos se habían construido como construcciones de vidrio y de madera, pero solo ocasionalmente con los primeros techos a dos aguas acristalados, p. e., la Eiserne Haus ('Casa de Hierro') en Stuttgart-Hohenheim (R. F. Hr. Fischer, 1789 o 1791). Otro tipo de construcción son los lean-to greenhouses ('invernaderos adosados'), en el que un techo inclinado de vidrio "se apoyaba" en un muro sólido que protegía al norte.

## Historia

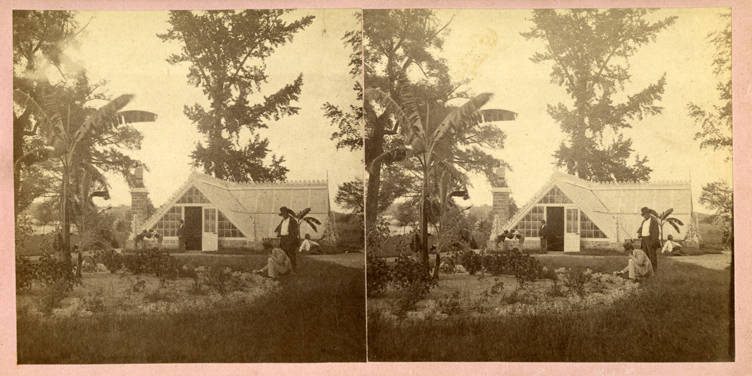
A heated greenhouse, or "hothouse", In Macon, Georgia c. 1877

El concepto de invernadero también apareció en los Países Bajos y luego en Inglaterra en el siglo XVII, junto con las plantas. Algunos de estos primeros intentos requirieron enormes cantidades de trabajo para cerrar por la noche o prepararlos para el invierno. Hubo serios problemas para proporcionar calor adecuado y equilibrado en esos primeros invernaderos. El primer invernadero de 'estufa' (calentado) en el Reino Unido se completó en Chelsea Physic Garden en 1681. Aún hoy en día, los Países Bajos tienen muchos de los invernaderos más grandes del mundo, algunos de ellos tan grandes que pueden producir millones. de verduras cada año.
La experimentación con el diseño de invernaderos continuó durante el siglo XVII en Europa, a medida que la tecnología producía mejores vidrios y mejoraban las técnicas de construcción. El invernadero del Palacio de Versalles fue un ejemplo de su tamaño y elaboración; tenía más de 150 m de largo, 13 m de ancho y 14 m de alto.
Al botánico francés Charles Lucien Bonaparte se le atribuye a menudo la construcción del primer invernadero práctico y moderno en Leiden, Holanda, durante los años 1800 para cultivar plantas tropicales medicinales. Los invernaderos, originalmente solo en las propiedades de los ricos, con el crecimiento de la ciencia de la botánica  se dispusieron en las grandes universidades. Los franceses llamaron a sus primeros invernaderos orangeries, ya que servían para proteger los naranjos de las heladas. A medida que las piñas se hicieron populares, se construyeron pineries, o pozos de piña.

### SigloXIX

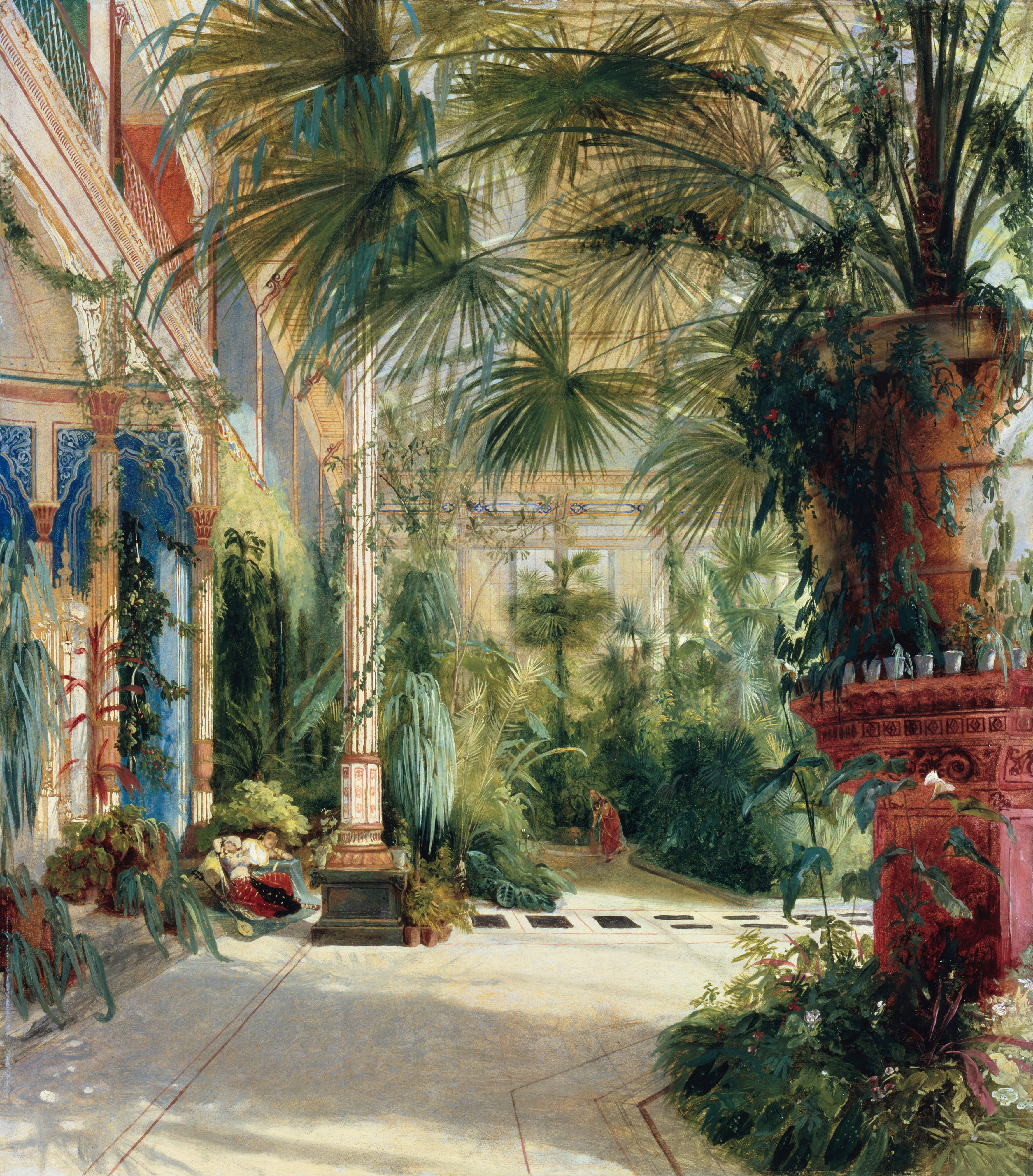
Das Innere des Palmenhauses, Gemälde von Carl Blechen, 1832

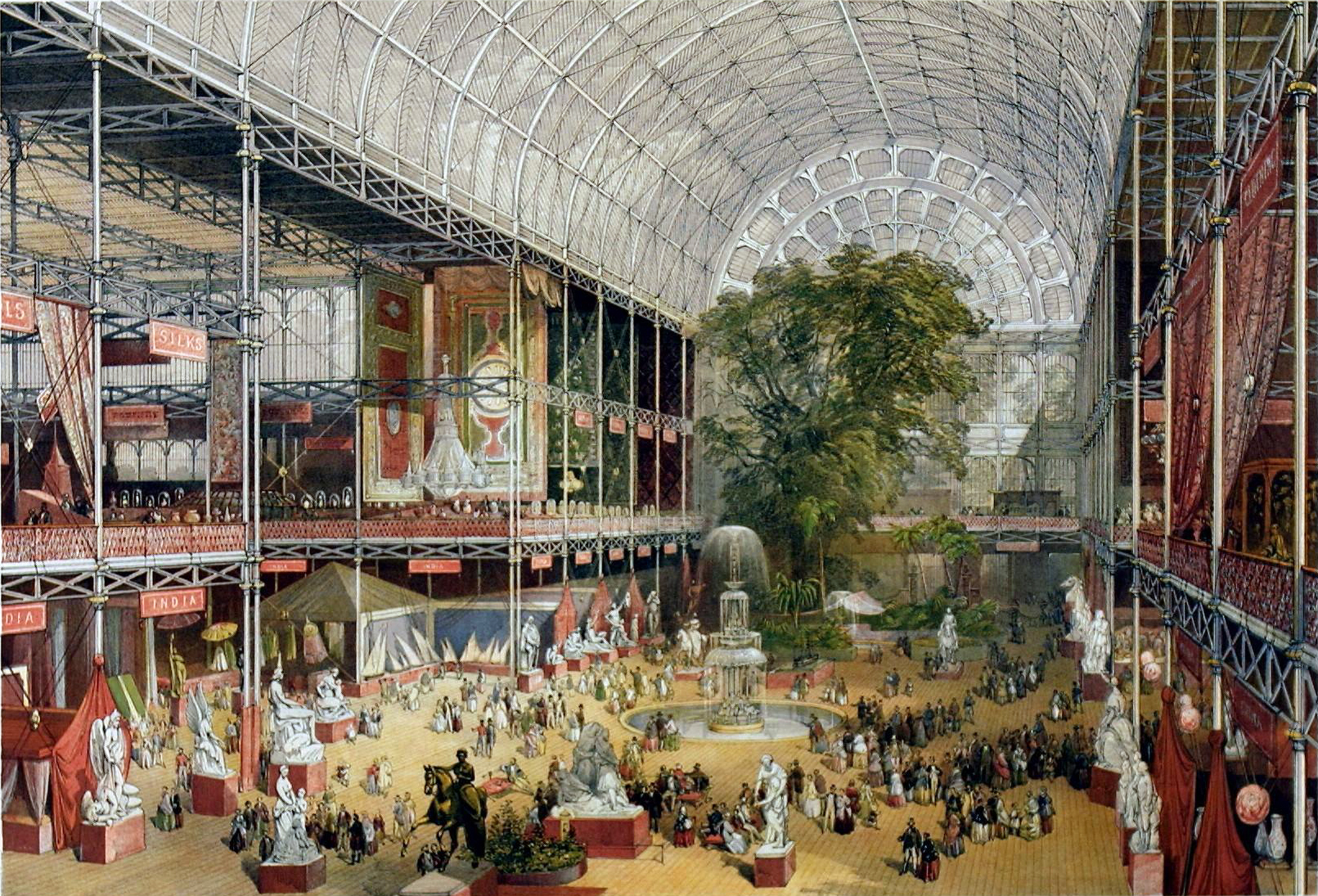
Interior del The Crystal Palace en la Gran Exposición de 1851

La industrialización abrió nuevas posibilidades para el uso del hierro y del vidrio como materiales de construcción. A principios del siglo XIX en Inglaterra, George Steward Mackenzie y John Loudon  experimentaron con curvilinear houses ('casas curvilíneas'), que eran invernaderos con techos semicirculares de hierro y vidrio para aprovechar la mayor cantidad de luz solar posible de manera uniforme. En 1812, Mackenzie diseñó un quarter-sphere-hothouse ('invernadero de un cuarto de esfera') para cultivar melocotones y uvas, que consistía en un cuarto de esfera de vidrio frente a una pared de ladrillos. En 1818, Louden instaló varios invernaderos de prueba en Bayswather, cerca de Londres, para encontrar la forma de construcción más favorable para una radiación solar óptima. En 1817 publicó  Remarks on the Construction of Hothouses ['Observaciones sobre la construcción de invernaderos') y en 1818 Sketches Of Curvilinear Houses ('Bocetos de casas curvilíneas'), que se recibieron en toda Europa e influyeron significativamente en el desarrollo posterior de la construcción de casas de vidrio.
La época dorada de los invernaderos la Inglaterra victoriana, cuando se construyeron los invernaderos más grandes jamás concebidos; aquellos que tenían suficiente altura para árboles de gran tamaño a menudo se llamaban palm houses (casas de palmeras. Estaban normalmente en jardines y parques públicos. Fueron una etapa en el desarrollo del siglo XIX de la arquitectura de vidrio y hierro, que también se usó ampliamente en estaciones de tren, mercados, salas de exposiciones y otros edificios grandes que necesitaban un área interna grande y diáfana. Uno de los primeros ejemplos de una casa de palmeras se encuentra en el Jardín botánico de Belfast. Diseñado por Charles Lanyon, diseñado en 1839 y completado en 1840, es uno de los ejemplos más tempranos a nivel mundial de invernadero curvilíneo. Consta de dos alas, el ala fresca y el ala tropical que contiene la bóveda. Lanyon alteró sus planes originales para aumentar la altura de la bóveda, permitiendo pues plantas mucho más altas.. Fue construido por el fabricante de hierro Richard Turner. Joseph Paxton también contó con Turner para la construcción de The Great Conservatory  en el parque de la Chatsworth House (1837-1840), que fue un modelo para otra obra suya, la Palm House en el Real jardín botánico de Kew, en Londres. En 1850, Paxton construyó una casa para nenúfares tropicales con una piscina climatizada, el invernadero Victoria Regia, también en Chatsworth. Un punto culminante de la construcción de hierro, vidrio y madera fue el edificio de exposiciones The Crystal Palace, también construido en 1851 por Paxton. Ambos edificios de Paxton han desaparecido.

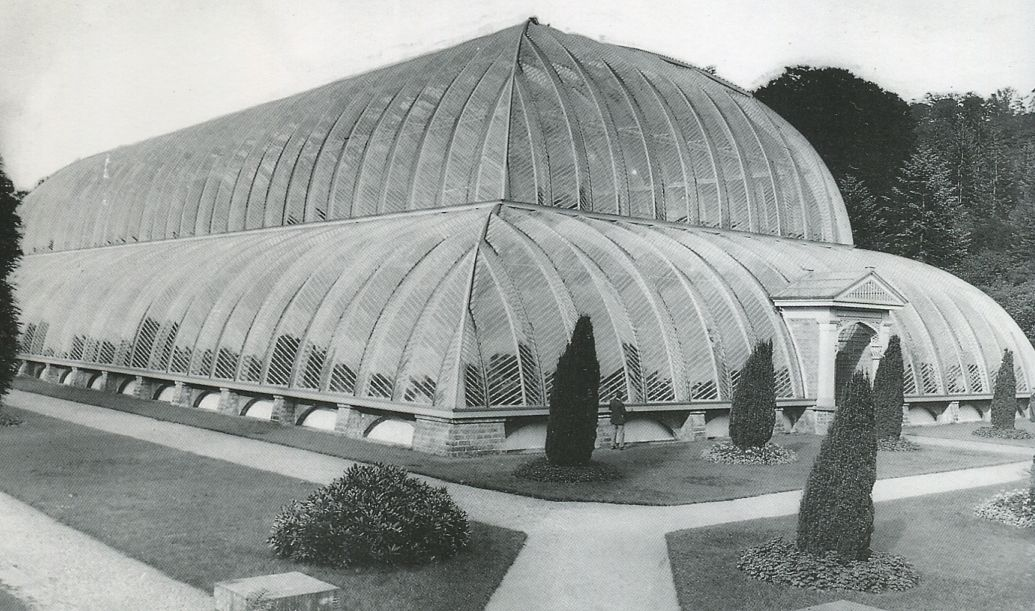
The Great Conservatory (1837-1840) en el parque de la Chatsworth House, obra de Paxton demolido en los años 1920.
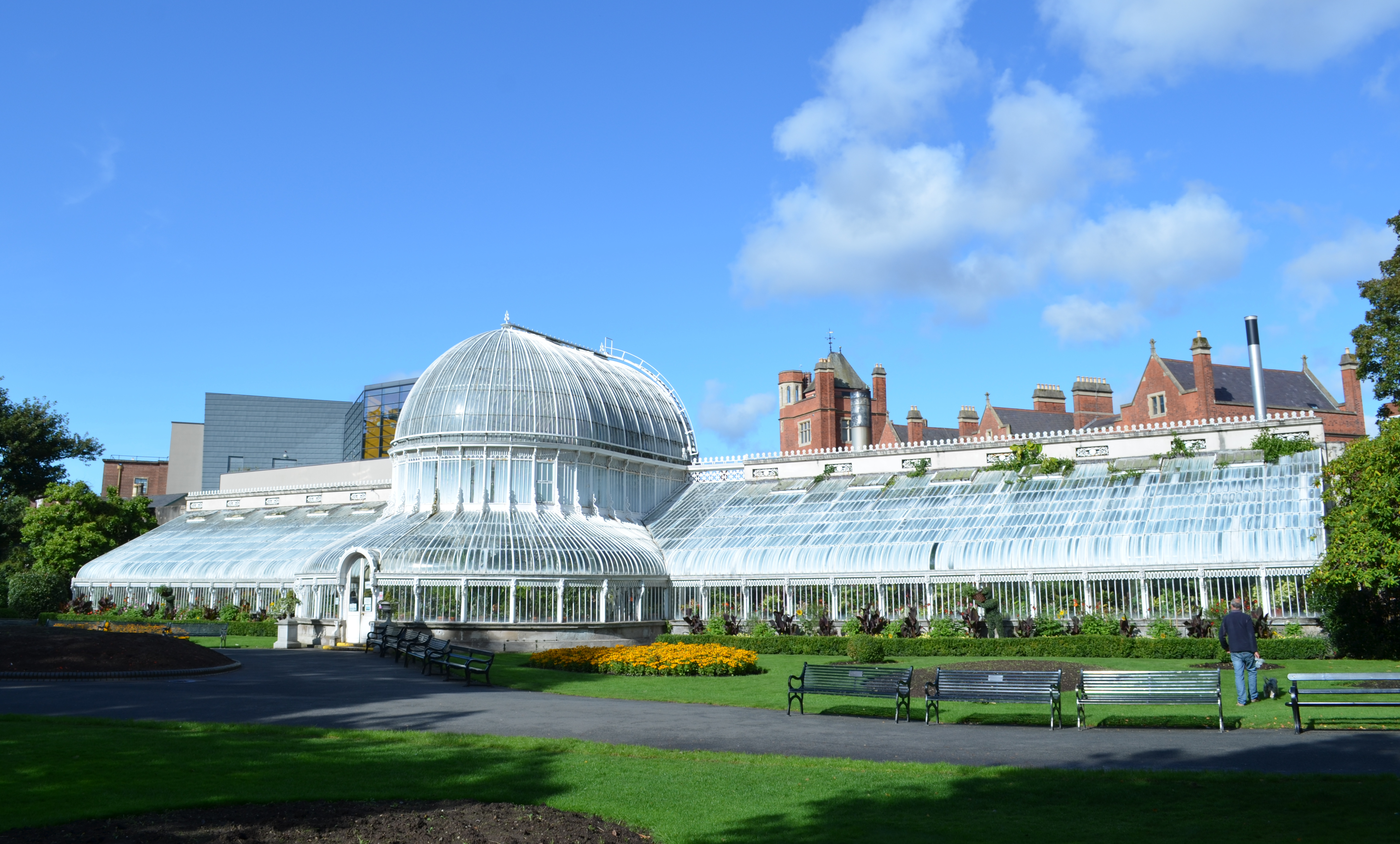
Palm House (1839-1840) en el Jardín botánico de Belfast, obra de Charles Lanyon
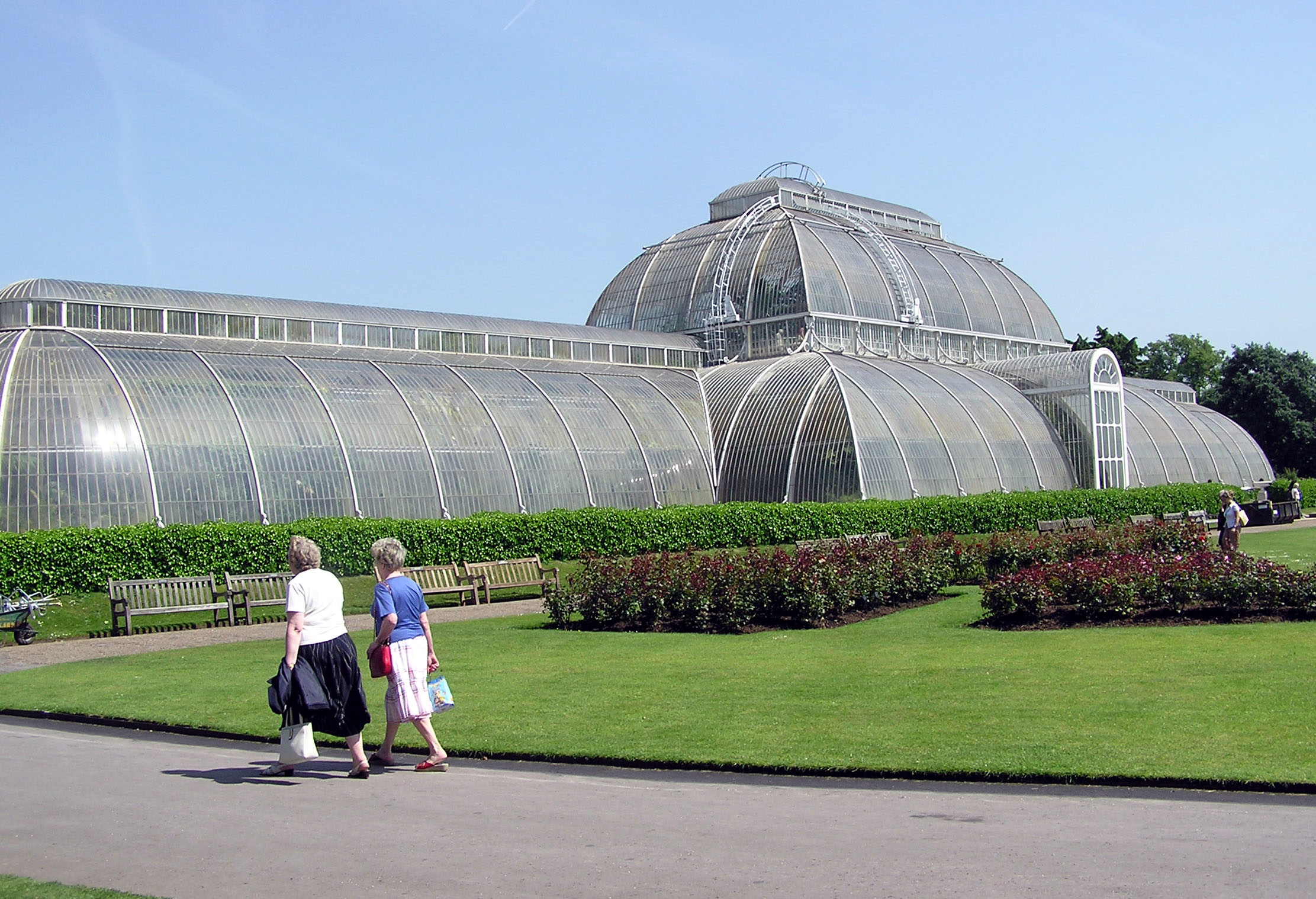
Palm House en el Real jardín botánico de Kew
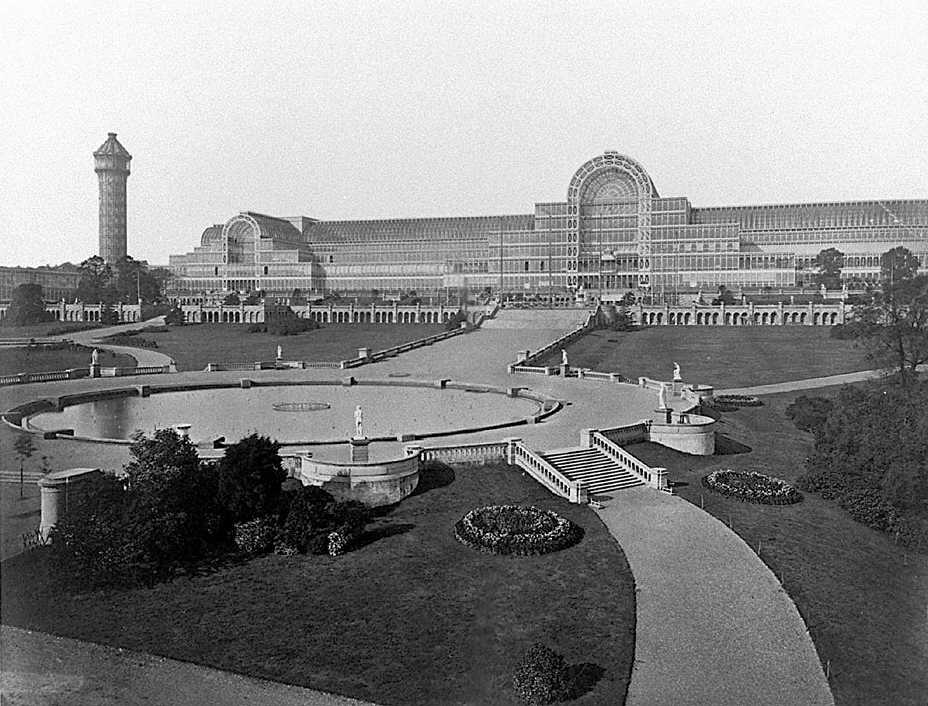
The Crystal Palace (1850-1851), ya desaparecido, en una fotografía de 1854
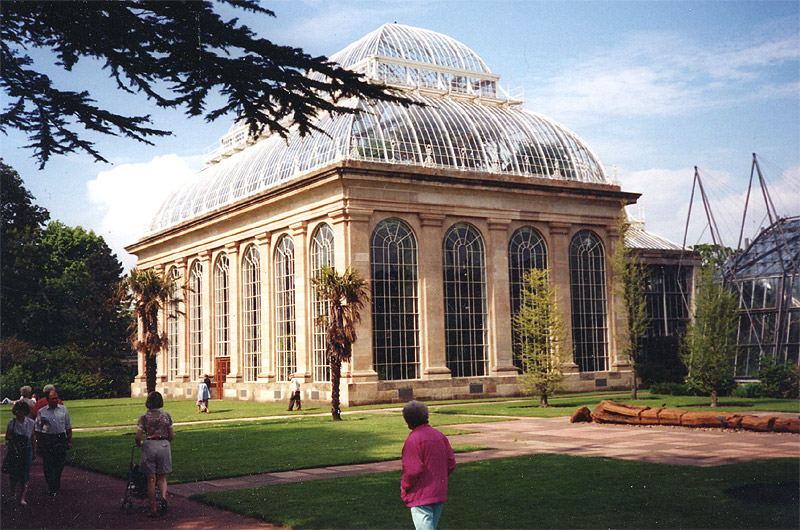
Palmhouse en el Real jardín botánico de Edimburgo (1858)

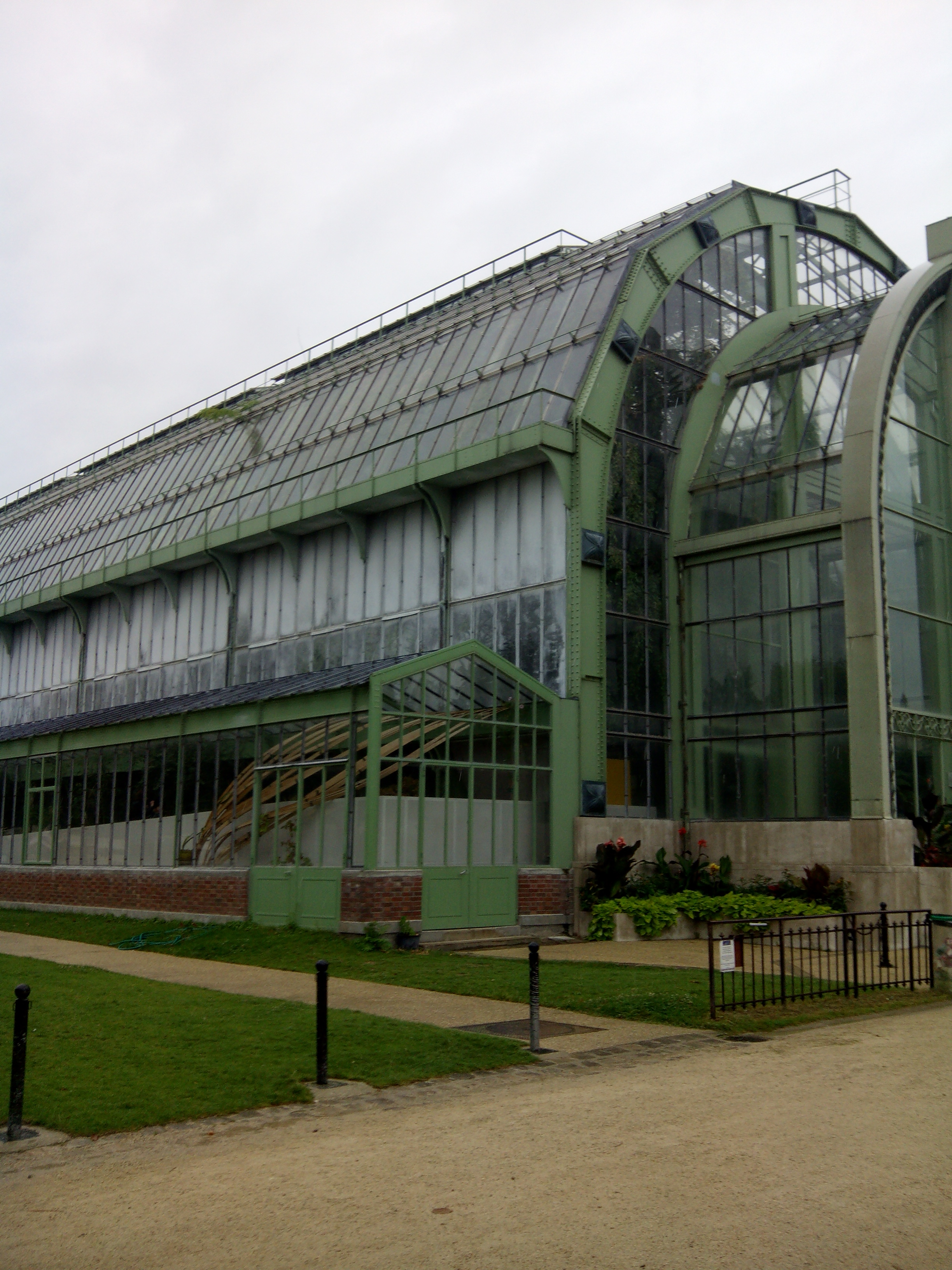
«Invernadero de los bosques tropicales húmedos», uno de los grandes invernaderos del Jardín de plantas de París.

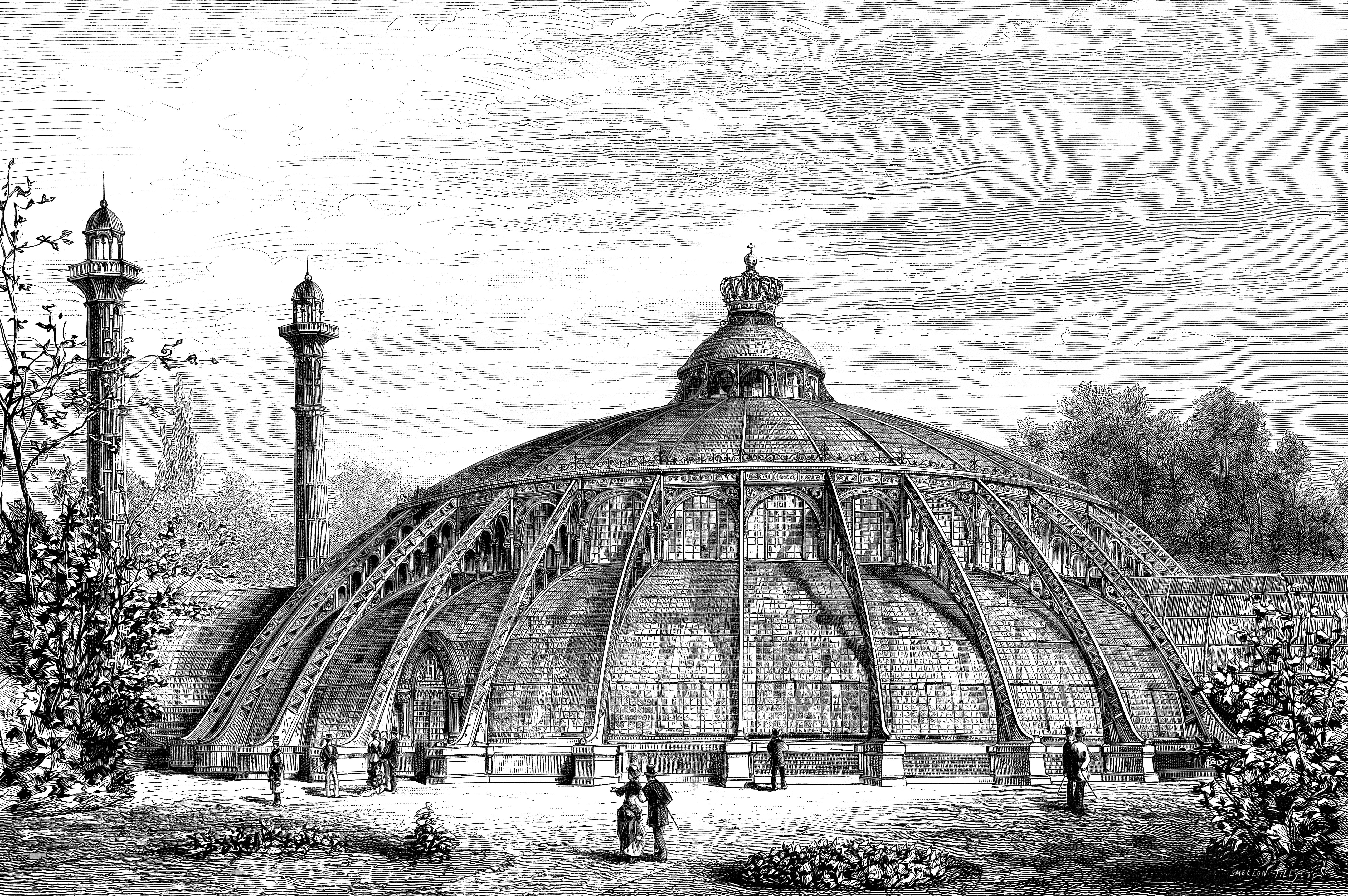
Winter Garden of the Royal Greenhouses of Laeken in 1880, etching from L'Illustration nationale

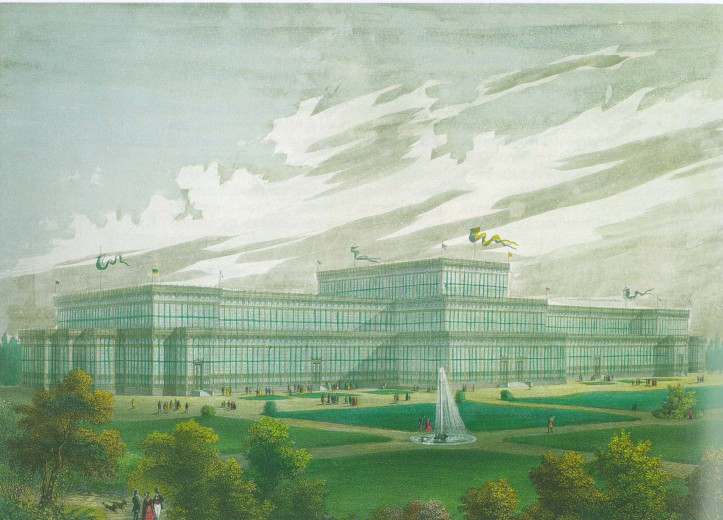
Glaspalast de Múnich, construido para albergar la Primera Exposición Industrial General Alemana, celebrada en 1854 y que también quedó destruido por un incendio en 1931

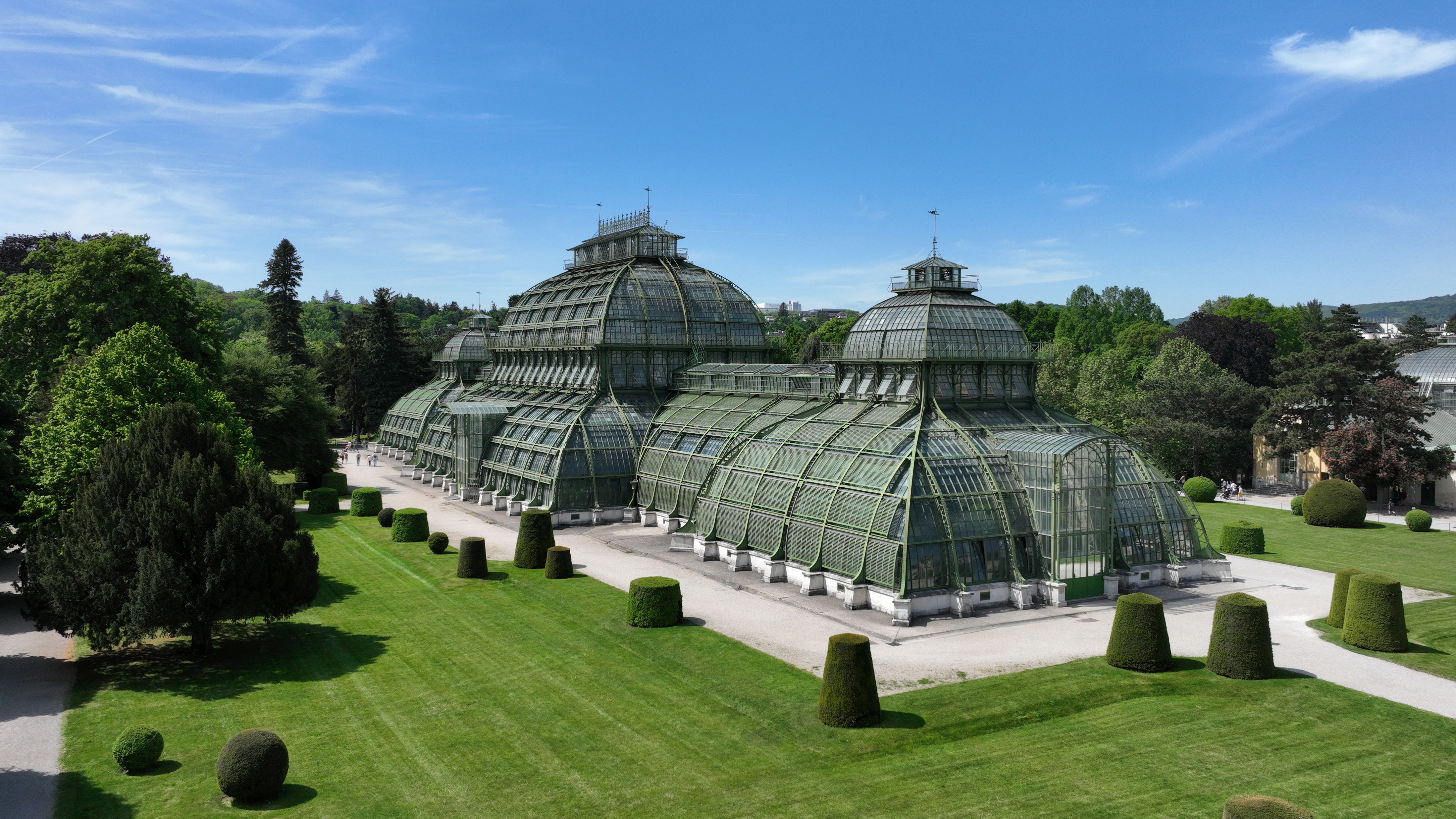
Schönbrunner Palmenhaus (1881-1882') en Viena, obra de Franz-Xaver von Segenschmid.

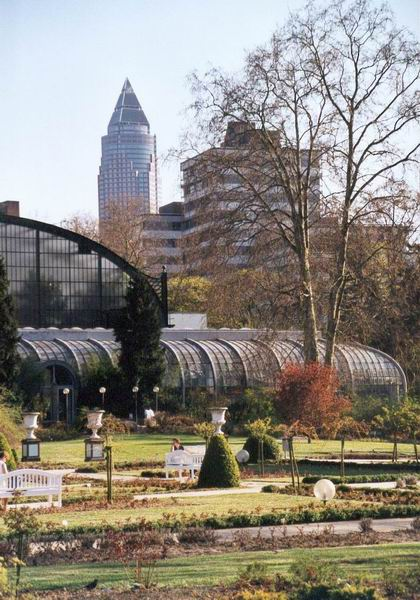
Jardín de palmeras de Fráncfort del Meno (1868-1870)

Un ejemplo temprano de un invernadero de hierro y vidrio fuera de Gran Bretaña es el Serre des cactées en el Jardin des Plantes de París, construido por Charles Rohault de Fleury en 1834-1836.
El sistema de calefacción central de agua caliente más antiguo conocido fue construido por Marten Trifvald en 1716 para un invernadero de Newcastle. Sin embargo, hasta la década de 1830 el calentamiento a vapor no se generalizó en los invernaderos y reemplazó a los antiguos hornos individuales.
Estos invernaderos, también llamados «museos de plantas», que escenificaban las exhibiciones reunidas con un espíritu de dominio de la naturaleza y fr exotismo, se extendieron como lugares de entretenimiento comerciales en la segunda mitad del siglo XIX en las metrópolis de Europa y América del Norte, especialmente en los jardines botánicos y en parques urbanos. Por ejemplo, la  Schönbrunner Palmenhaus ('Casa de las Palmeras de Schönbrunn'), de 111 m de largo, 29 m de ancho y 25 m cubierto con 45.000 paneles de vidrio, se inauguró en Viena en 1882 y era uno de los tres más grandes de su época del mundo (con el de Knew y el Jardín de palmeras de Fráncfort del Meno (1868-1870). En Berlín, de 1905 a 1907, se construyó en el  jardín botánico la Große Tropenhaus ('gran casa tropical'). Ejemplos destacados de la arquitectura de invernadero del siglo XIX son el Serre du Congo en el Jardin des Plantes de París y el Grote Wintertuin en el parque de castillo Laken en el norte de Bruselas.
La construcción, calefacción y mantenimiento de grandes casas tropicales requería constantemente costos enormes. Solo cuando los ricos fabricantes y comerciantes pudieron emular el lujoso estilo de vida de la nobleza, las casas de vidrio también surgieron como lugares de representación privada burguesa, en los que se celebraban festivales y la flora tropical era objeto de conversación de alto nivel. Desde el uso de la tecnología de refrigeracióny la aceleración de la logística en el extranjero, las frutas tropicales han llegado cada vez más a Europa y se han llevado el atractivo exótico de los invernaderos. Aunque las casas de palmeras públicas todavía se mantuvieron y se construyeron recientemente en jardines botánicos, apenas se han construido como edificios representativos privados desde finales del siglo XIX. Las casas de cristal históricas como parte de la arquitectura de la villa rara vez sobrevivieron a los cambios de propiedad, daños por corrosión, tormentas y vacantes.
Otros grandes invernaderos construidos en el siglo XIX fueron el Palacio de Cristal de Nueva York, construido para la Exposición Universal de Nueva York de 1853 e incendiado en 1856; en el Glaspalast de Múnich,  construido para albergar la Primera Exposición Industrial General Alemana, celebrada en 1854 y que también quedó destruido por un incendio en 1931;  y los Invernaderos Reales de Laeken (1874-1895) para el rey Leopoldo II de Bélgica. En Japón, el primer invernadero fue construido en 1880 en el Jardín de plantas tropicales de Enoshima por Samuel Cocking, un comerciante británico que exportaba hierbas. Fue destruido por el Gran terremoto de Kantō de 1923.

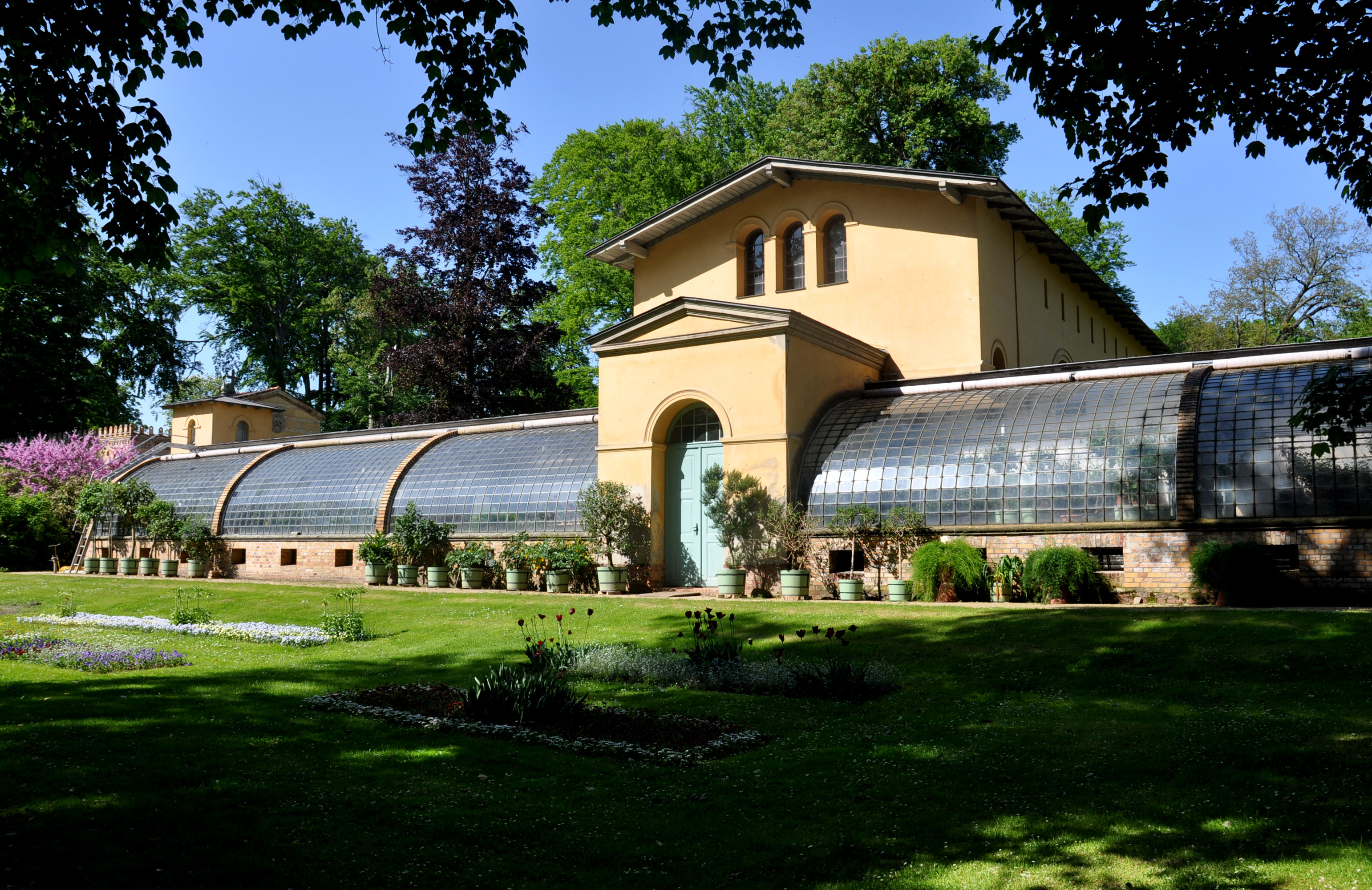
Invernaderos basados en el modelo inglés en Berlín-Glienicke de 1839
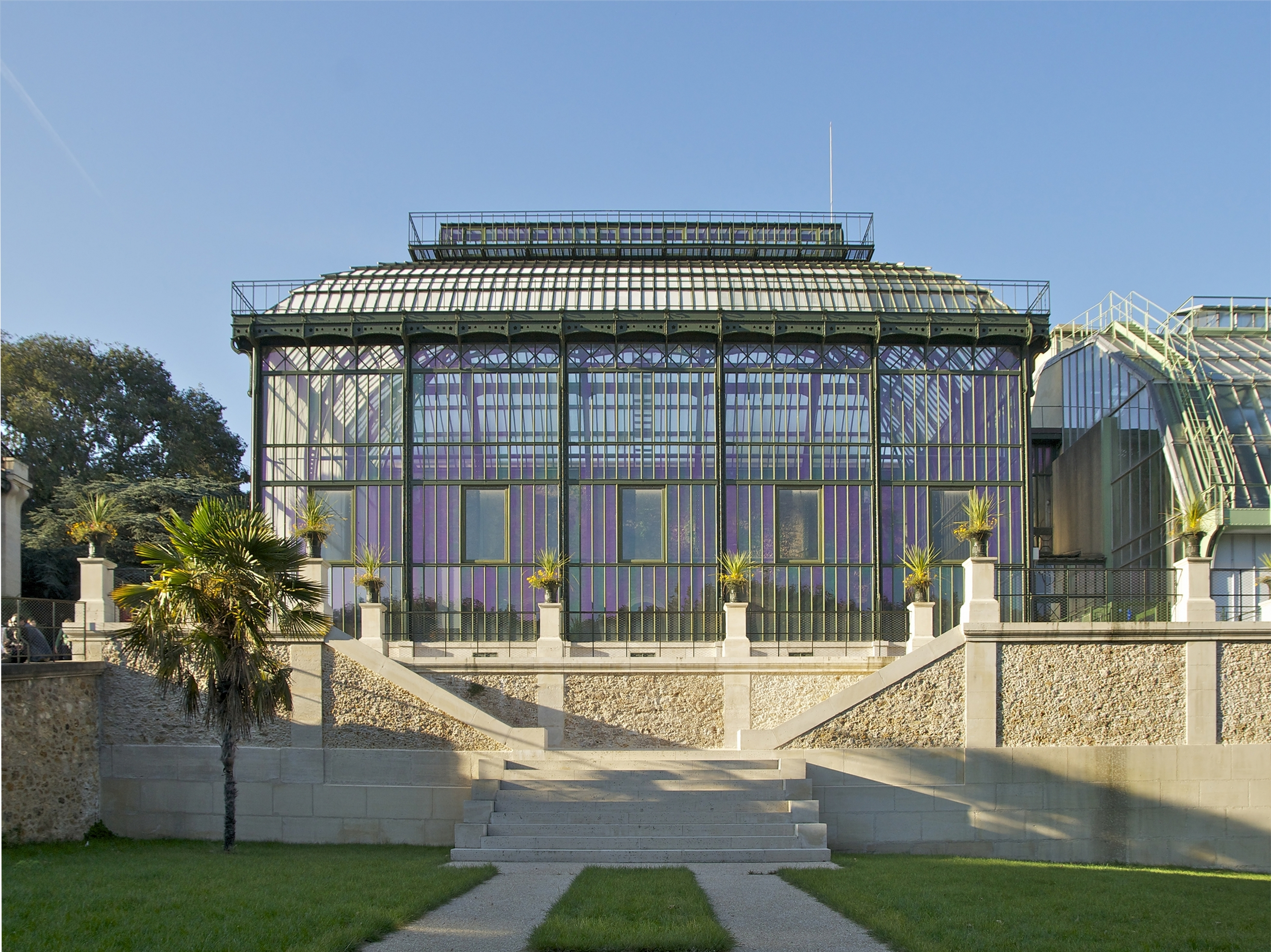
Serre des cactées  (1834-1836), restaurado en 2010.en el Jardin des Plantes en Paris, uno de los invernaderos más antiguos del mundo, obra de Charles Rohault de Fleury (1777-1846).
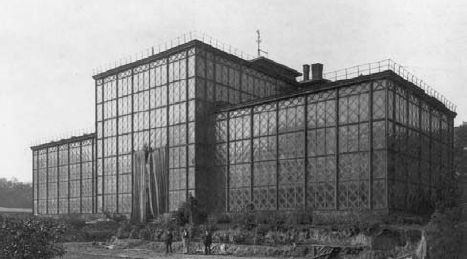
Gran casa de palmeras en el antiguo jardín botánico Berlin-Schoeneberg, construida en 1857-1858, obra de Carl David Bouché
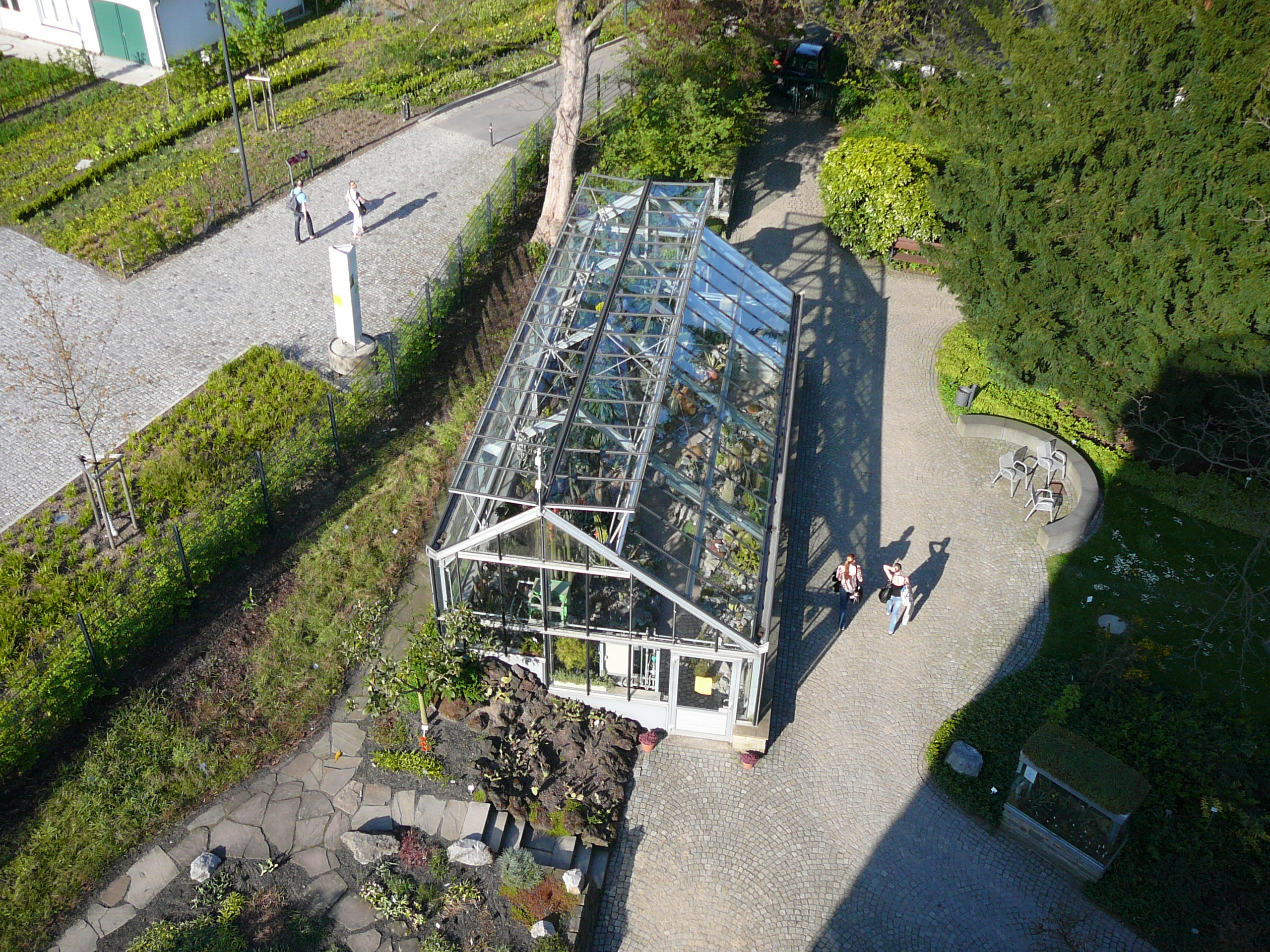
Invernadero del Jardín botánico de Wuppertal
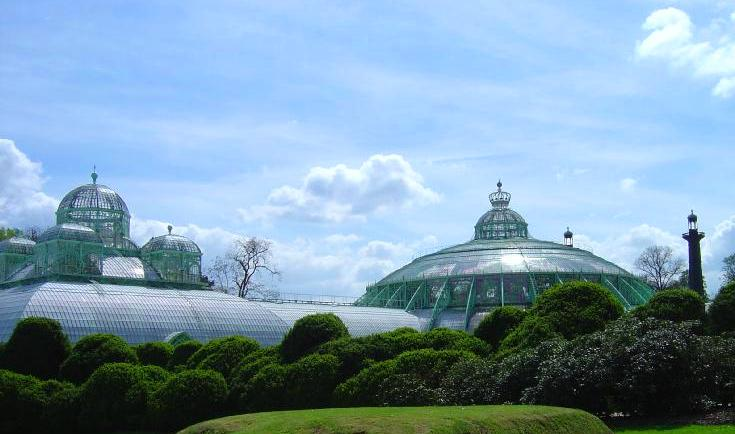
Conjunto de los Invernaderos Reales de Laeken (1874-1895) de Bruselas, un ejemplo de arquitectura de invernadero del siglo XIX
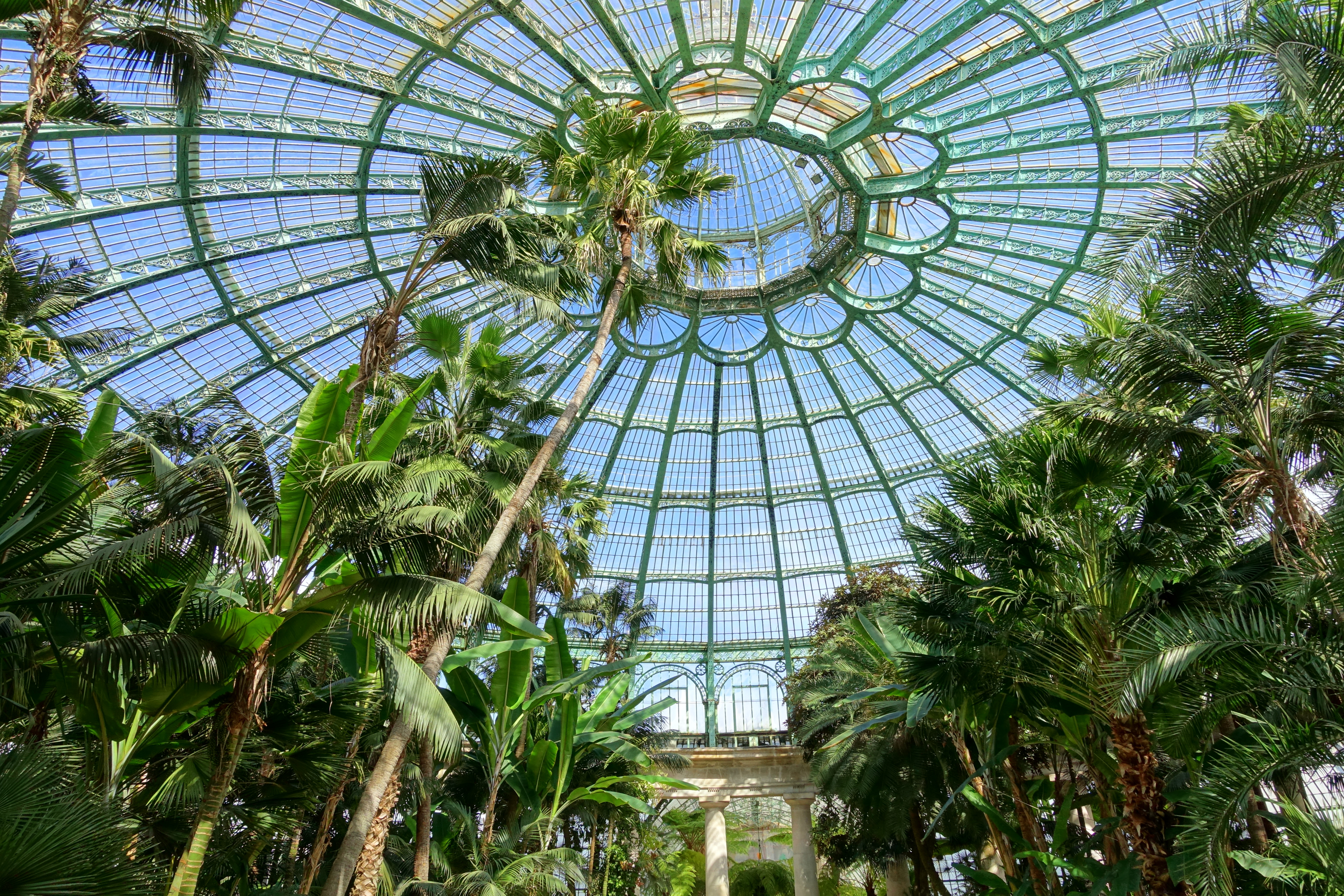
Jardin d'hiver/Wintertuin en los Invernaderos Reales de Laeken (1874-1876), obra de Alphonse Balat
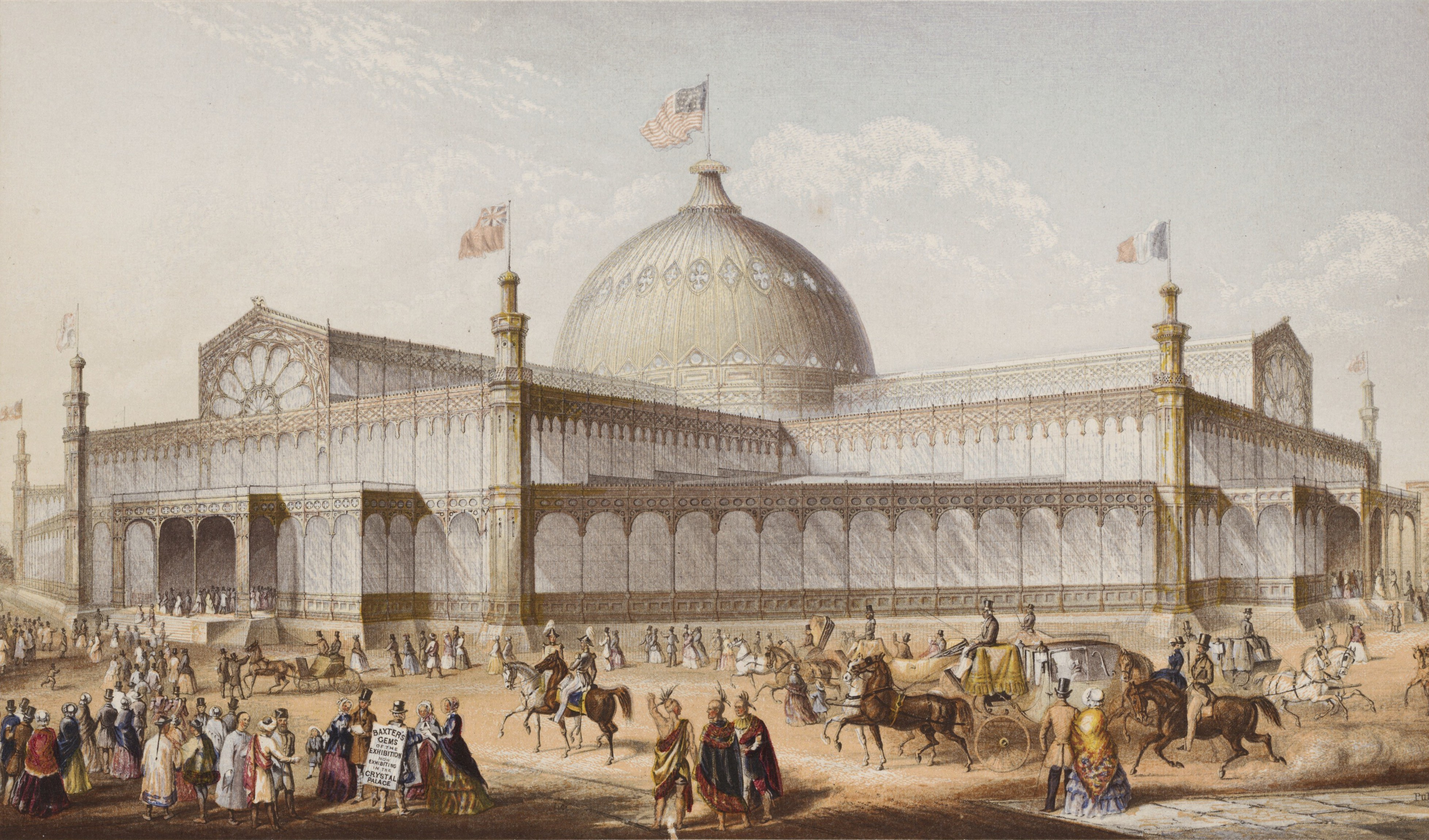
Palacio de Cristal de Nueva York construido en 1853 y perdido en un incendio en 1856.
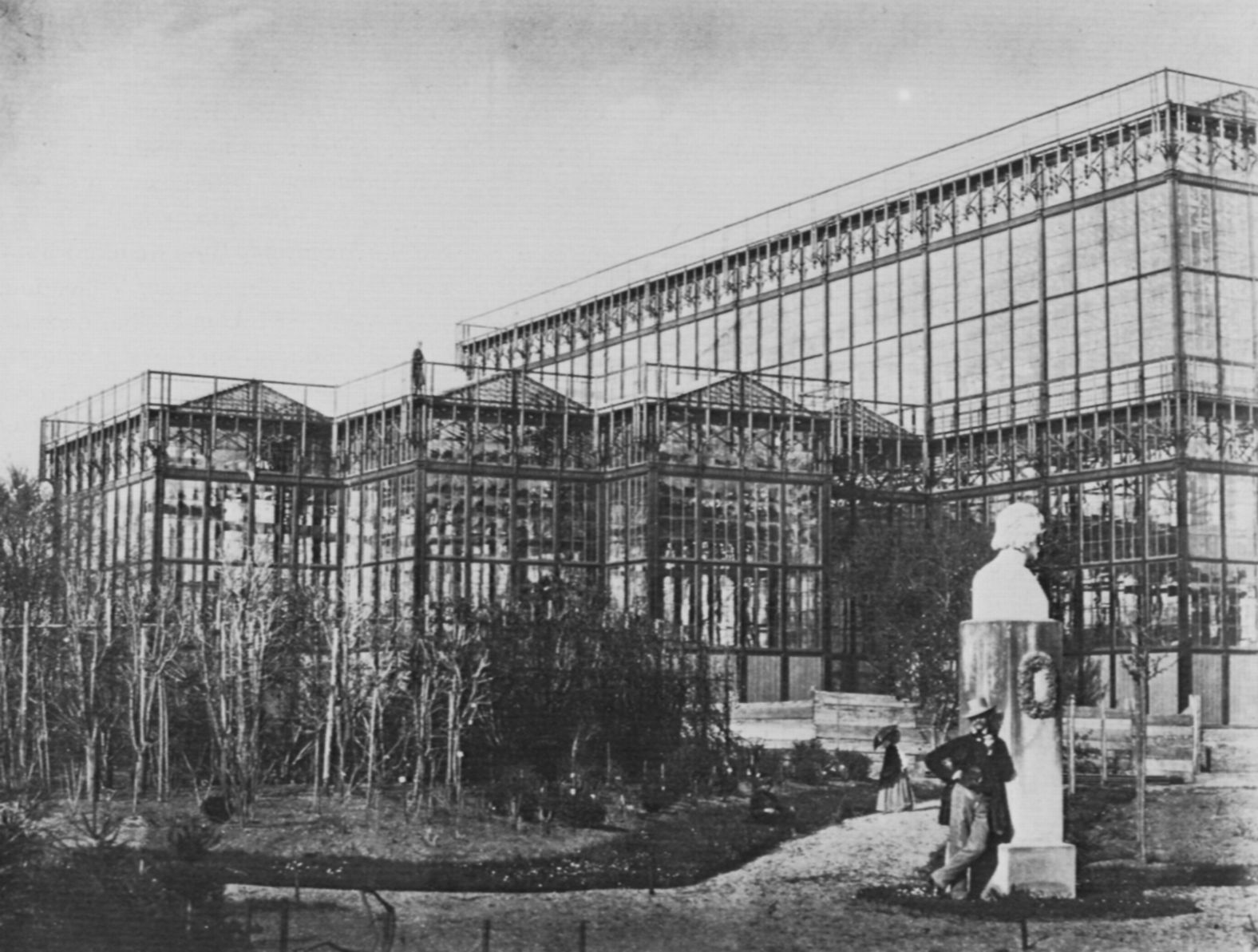
Glaspalast de Múnich, construido en 1854 y destruido por un incendio en 1931 (foto de 1854)
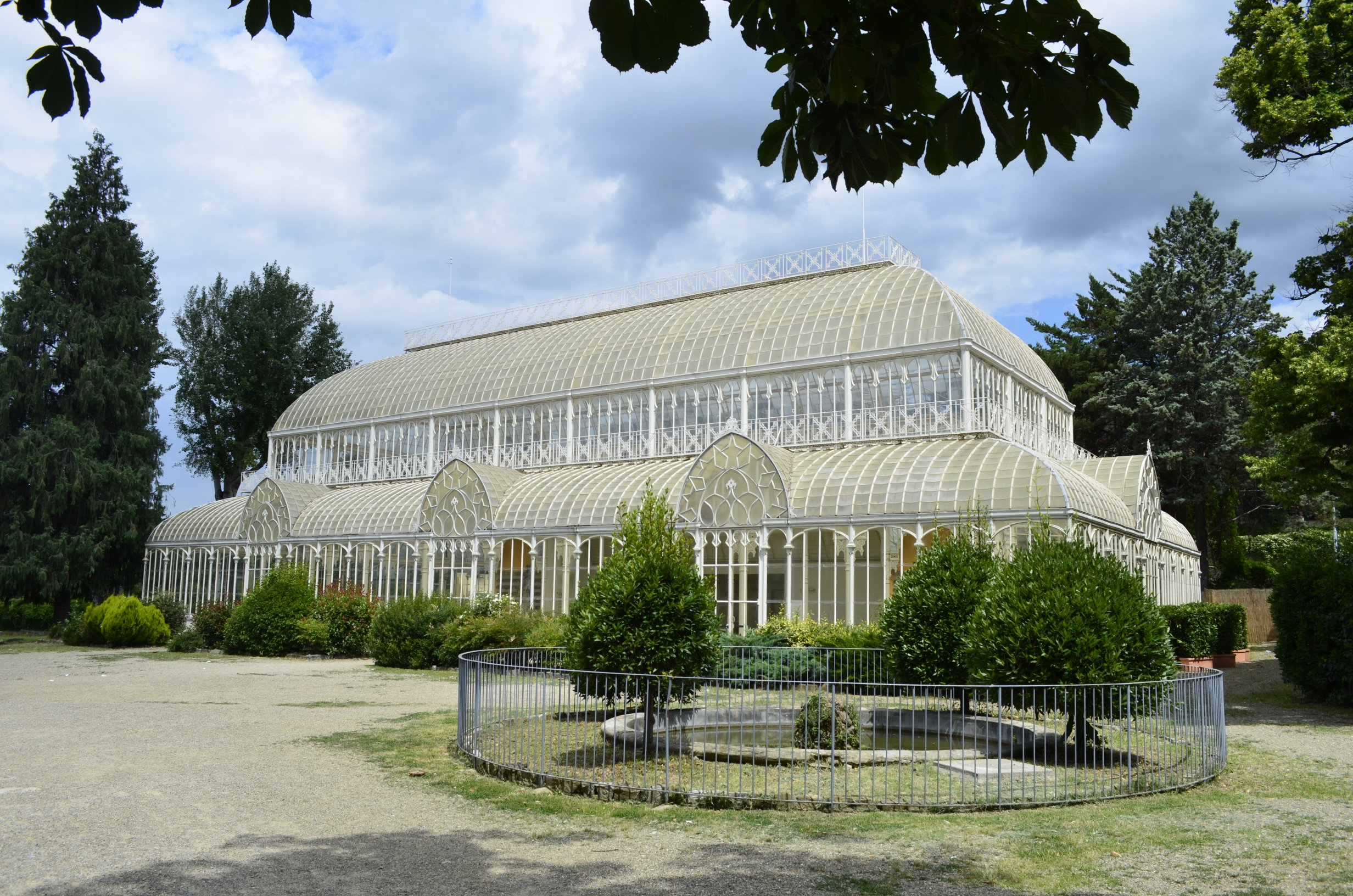
Jardín botánico de Florencia (1880), el primero de este tipo construido en Italia

### SigloXX

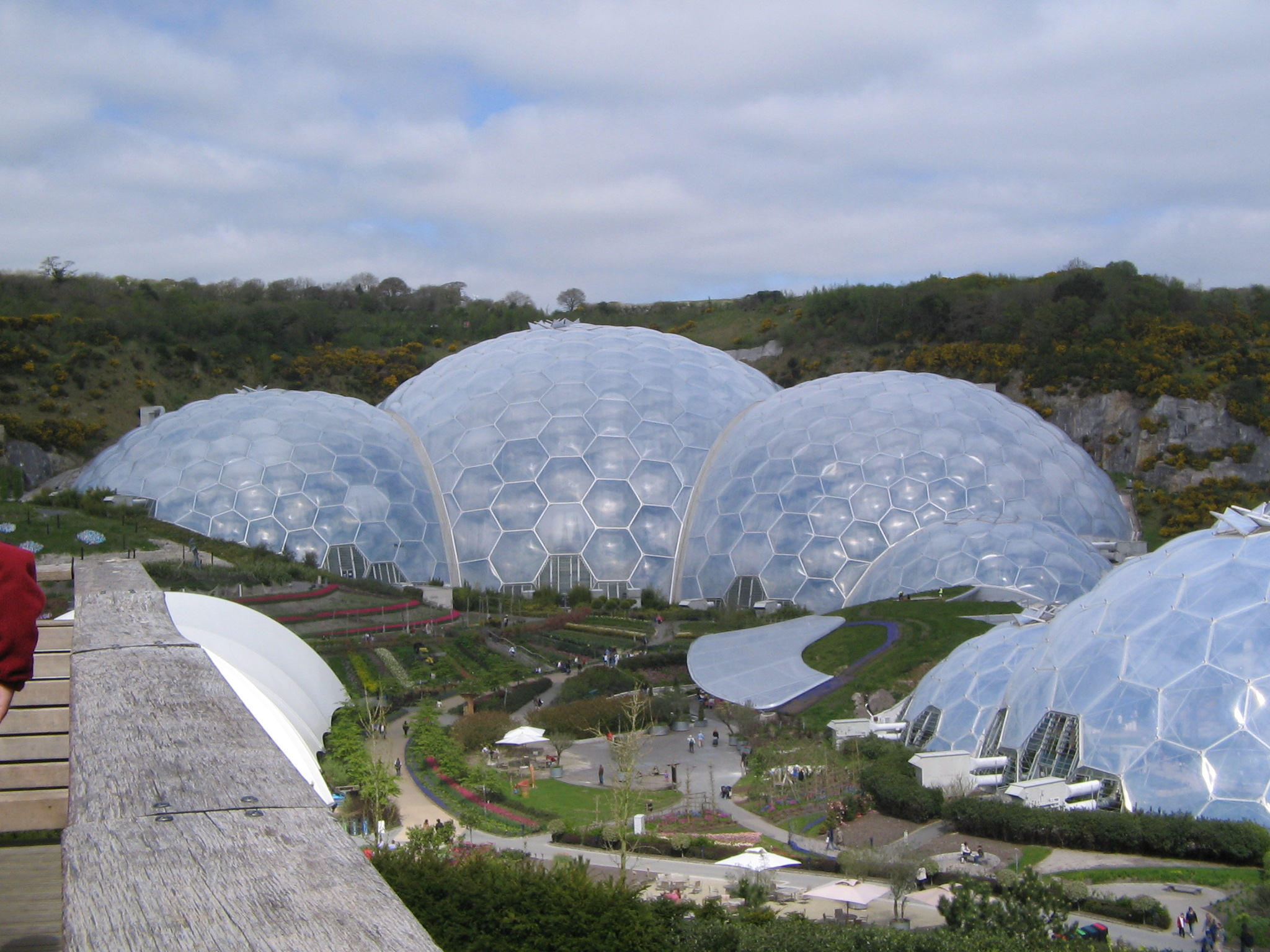
Eden Project, en Cornualles, Inglaterra

En el siglo XX, la cúpula geodésica se añadió a los muchos tipos de invernaderos. Ejemplos notables son el Instituto Rodale en Pensilvania, el  Climatron en el Jardines Botánicos de Misuri en San Luis, diseñado por T. C. Howard y terminado en 1960, el primer invernadero del mundo con aire acondicionado y el primer domo geodésico encerrado en paneles rígidos de plexiglás (Perspex); y Toyota Motor Manufacturing Kentucky. La pirámide es otra forma popular para invernaderos grandes y altos; hay varios invernaderos piramidales en el Conservatorio Muttart en Alberta (c. 1976).  Un ejemplo bien conocido de esta forma de construcción son los invernaderos del  Proyecto Eden en Cornualles, que se abrieron en 2001 y actualmente son los invernaderos más grandes del mundo. A finales de la década de 1980 se intentó crear un ecosistema autosuficiente en el invernadero del proyecto Biosfera 2.
Las estructuras de los invernaderos se adaptaron en la década de 1960 cuando se dispuso ampliamente de láminas más anchas de película de polietileno (polietileno). Las casas de arco fueron fabricadas por varias empresas y, con frecuencia, también las hacían los propios cultivadores. Construidos con extrusiones de aluminio, tubería especial de acero galvanizado, o incluso solo con tramos de tuberías de agua de acero o PVC, los costos de construcción se redujeron considerablemente lo que propició la construcción de muchos más invernaderos en granjas más pequeñas y centros de jardinería. La durabilidad de la película de polietileno aumentó considerablemente cuando se desarrollaron y agregaron inhibidores de UV más efectivos en la década de 1970; estos extendieron la vida útil de la película de uno o dos años hasta tres y finalmente cuatro o más años.
Los invernaderos conectados a canalones se hicieron más frecuentes en las décadas de 1980 y 1990. Estos invernaderos tienen dos o más tramos conectadas por una pared común o fila de postes de apoyo. Los insumos de calefacción se redujeron a medida que la relación entre el área del piso y el área de la pared exterior aumentó sustancialmente. Los invernaderos conectados a canalones se usanahora  comúnmente tanto en la producción como en situaciones donde las plantas también se cultivan y venden al público. Los invernaderos conectados a canaletas suelen estar cubiertos con materiales de policarbonato estructurado o con una doble capa de película de polietileno con aire soplado entre ellas para proporcionar una mayor eficiencia de calefacción.

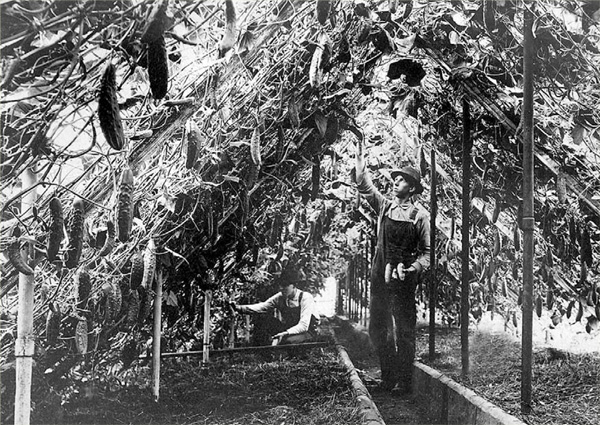
Cucumbers reached to the ceiling in a greenhouse in Richfield, Minnesota, where market gardeners grew a wide variety of produce for sale in Minneapolis, c. 1910

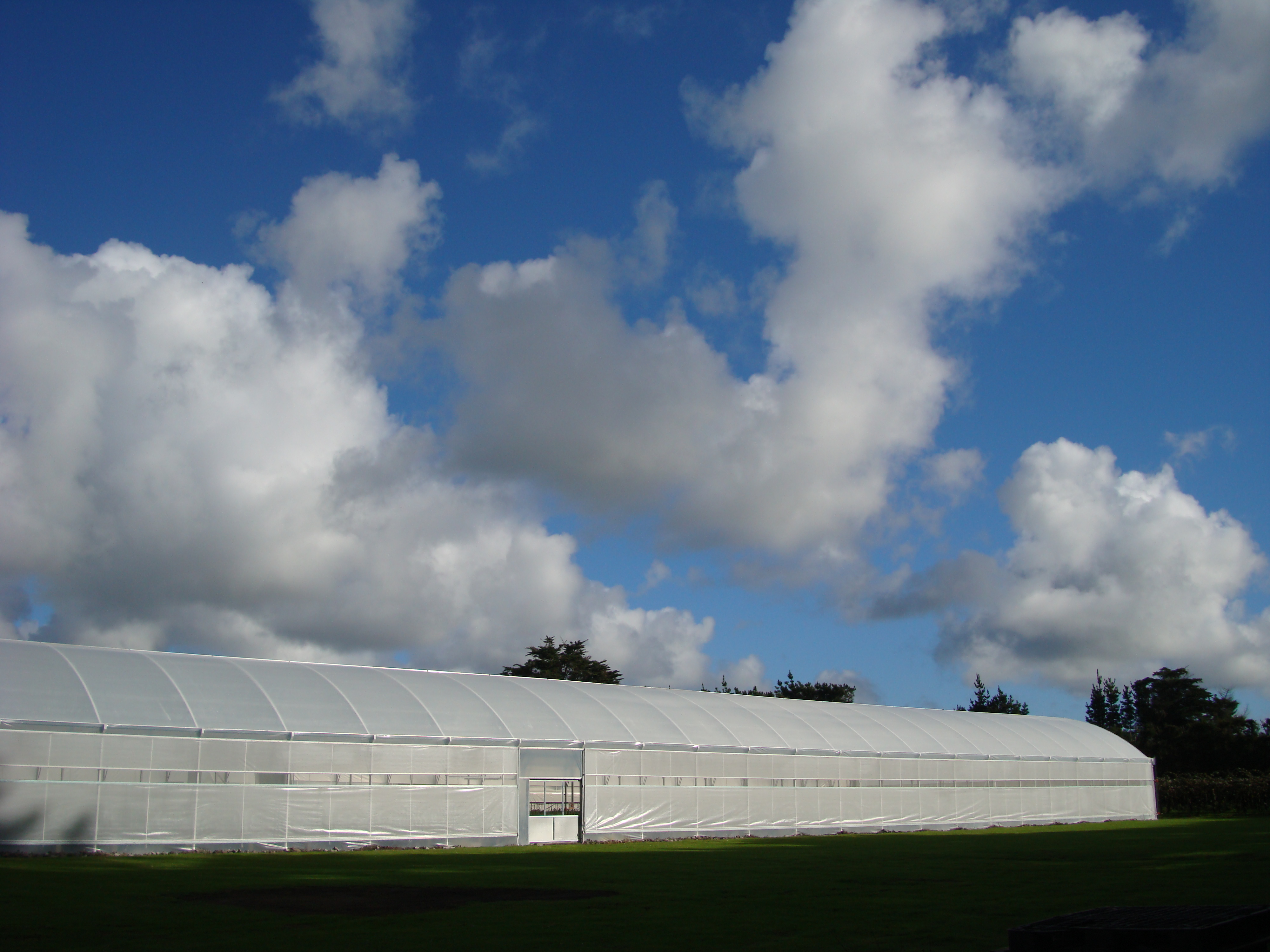
A plastic air-insulated greenhouse in New Zealand

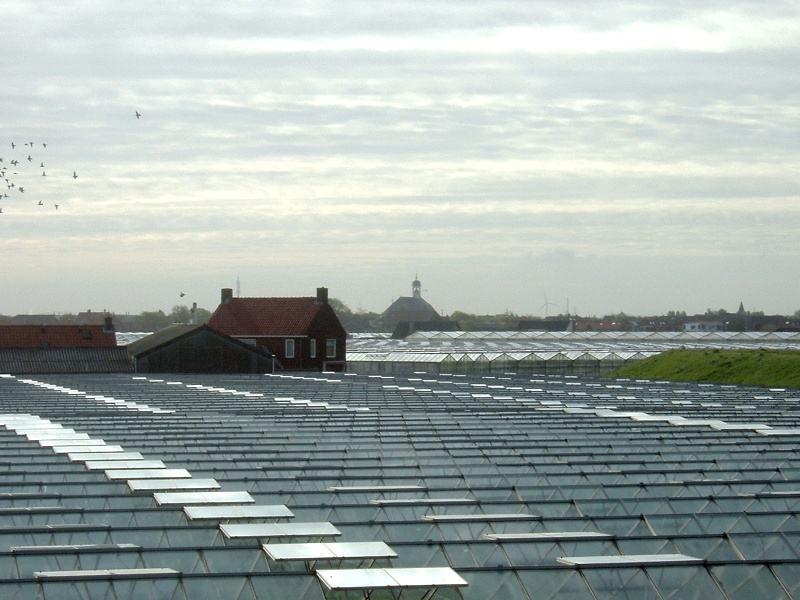
Giant greenhouses in Westland, the Netherlands

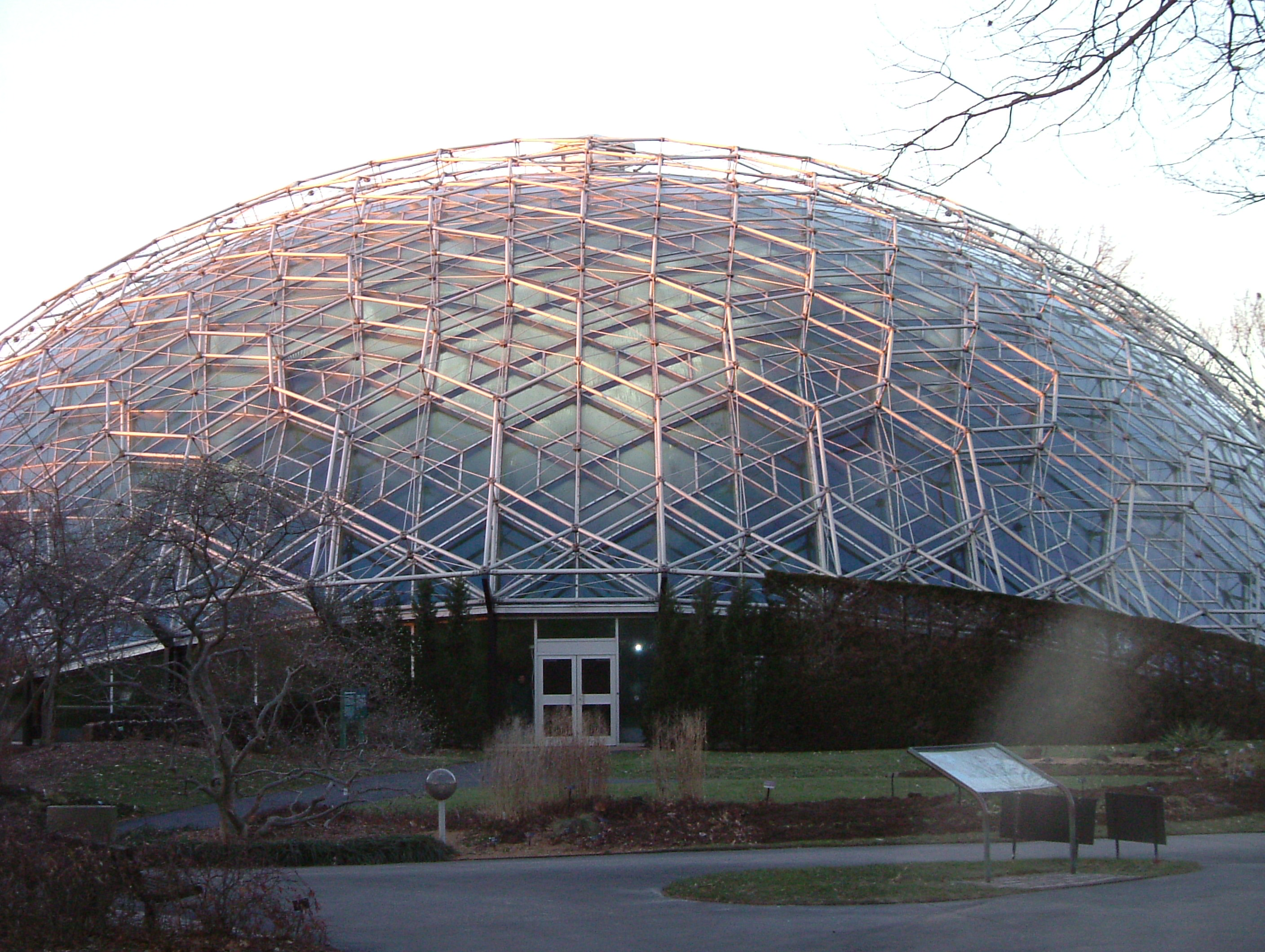
Climatron, con 42 m de diámetro y 21 m de altura, en los Jardines Botánicos de Missouri en St. Louis, Missouri, terminado en 1960

## Invernaderos en España

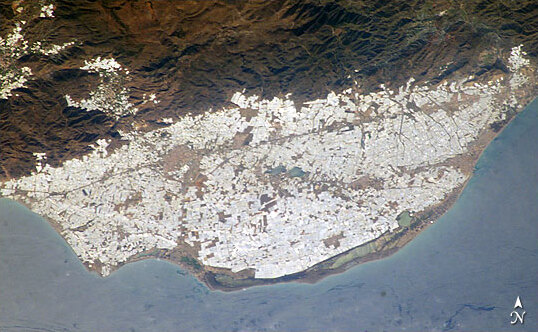
Vista satélite de los invernaderos de Almería.

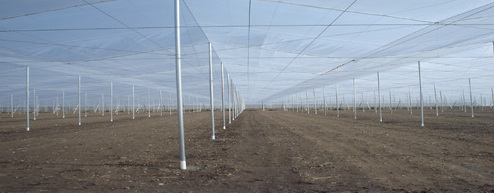
Vista interior de un parral almeriense.

En España, debido a las condiciones climáticas de la costa mediterránea, comenzó su auge, a finales de la década de los 70, una proliferación del cultivo en invernaderos, siendo el primer invernadero construido en El Parador de las Hortichuelas en la década de los 50, y las provincias de Almería, Murcia, Alicante y Granada fueron las principales áreas de proliferación. Se notó un impacto mayor en la costa almeriense, donde casi toda su superficie de costa está cubierta por el llamado "mar de plástico". De hecho, es una de las pocas construcciones visibles desde el espacio, por las dimensiones del área que ocupa.
Un ejemplo claro del paisaje de invernaderos se puede encontrar en el Campo de Dalías y en el Campo de Níjar, ambos en los municipios almerienses de El Ejido y Níjar. Este tipo de cultivo bajo plástico se basó casi al 100 por ciento en invernaderos tipo "parral", también conocidos, en sus diferentes variantes, como malla sombra, casa sombra o invernadero canario, entre otros términos.
Cabe destacar que la extensión total de invernaderos en Almería asciende a las 30.230 hectáreas, lo que hace que esta región sea el lugar del mundo con mayor superficie de invernaderos.